# WandaVision
TheDailyBugle Falcon et le Soldat de l'hiver
WandaVision est une mini-série de neuf épisodes diffusée à partir du 15 janvier 2021 sur la plateforme de streaming Disney+. Première série de l'univers cinématographique Marvel sur cette plateforme, il s'agit également de la première production télévisée de Marvel Studios, à la suite de la fermeture de Marvel Television. Elle lance officiellement la phase IV du MCU.
La série, qui prend dans un premier temps l'apparence d'une sitcom avançant d'une décennie à chaque épisode, est basée sur les personnages de Wanda Maximoff et de Vision, tous deux issus des comics Marvel. Elizabeth Olsen et Paul Bettany reprennent leurs rôles respectifs. Ils sont accompagnés par Teyonah Parris (Monica Rambeau), Kathryn Hahn (Agatha Harkness), Kat Dennings (Darcy Lewis) et Randall Park (Jimmy Woo).
Les événements de WandaVision se déroulent juste après Avengers: Endgame, et donc dans la foulée du retour de la moitié des habitants de l'univers (dont Wanda Maximoff et Monica Rambeau), grâce à l'action des Avengers. Cette série crée notamment de nouvelles connexions avec les Marvel Comics en multipliant des points communs avec le crossover House of M, mais aussi avec l'arrivée de la sorcière Agatha Harkness dans le MCU, celle du personnage de Monica Rambeau adulte, sur le chemin de devenir la super-héroïne Captain Marvel / Pulsar / Photon / Spectrum, mais aussi par le fait que Wanda Maximoff soit directement désignée comme la Sorcière rouge. WandaVision apporte également des éléments pour les films Doctor Strange in the Multiverse of Madness et The Marvels, mais aussi pour les mini-séries spin-off Agatha All Along et Vision Quest, consacrées aux personnages d'Agatha Harkness et Vision, respectivement.
La série est officiellement confirmée en avril 2019. La diffusion de ses neuf épisodes a débuté le 15 janvier 2021 et s'est achevée le 5 mars. Selon l'entreprise Parrot Analytics, après moins de quatre semaines de diffusion, elle était la série la plus regardée dans le monde.

## Synopsis
Trois semaines après la fin des évènements liés à Thanos, Wanda Maximoff est bouleversée par la mort de son compagnon, le synthézoïde Vision. Elle se rend alors dans la petite ville de Westview dans le New Jersey, où Vision et elle avaient l'intention de s'installer, et y crée un univers fictif dans lequel elle contrôle l'esprit de tous les habitants. Elle y développe un univers de sitcom dont chaque épisode avance d'une décennie à partir des années 1950, et y fait revivre Vision, avec qui elle a des jumeaux, Tommy et Billy.
Vision commence à soupçonner que leur vie n'est pas aussi normale qu'elle en a l'air. Il y a également la « voisine encombrante » Agnès, qui va tirer des ficelles de différents scénarios des sitcoms de Wanda dans un but bien précis, se révélant être la sorcière Agatha Harkness. À l'extérieur du champ de force qui entoure Westview — de forme hexagonale (le « Hex ») —, le directeur du S.W.O.R.D. Tyler Hayward, et le FBI s'activent pour tenter de percer le mystère, avec l'aide de Monica Rambeau, de l'astrophysicienne Darcy Lewis, et de l'agent du FBI Jimmy Woo.

## Distribution

### Acteurs principaux
Note : Les acteurs ci-dessous sont crédités dans la distribution principale uniquement dans les épisodes où ils apparaissent.
- Elizabeth Olsen (VF : Charlotte Corréa ; VQ : Émilie Gilbert) : Wanda Maximoff / la Sorcière rouge
- Paul Bettany (VF : Georges Caudron ; VQ : Daniel Roy) : Vision
- Debra Jo Rupp (VF et VQ : Marie-Martine) : Sharon Davis / Mme Hart (5 épisodes)
- Fred Melamed (VF et VQ : Nicolas Justamon) : Todd Davis / Arthur Hart (2 épisodes)
- Kathryn Hahn (VF : Edwige Lemoine ; VQ : Marie-Ève Bertrand) : Agatha Harkness / Agnès (8 épisodes)
- Teyonah Parris (VF : Alice Taurand ; VQ : Sofia Blondin) : Monica Rambeau / Géraldine (7 épisodes)
- Randall Park (VF : Jérémy Bardeau ; VQ : François-Simon Poirier) : l'agent Jimmy Woo (6 épisodes)
- Kat Dennings (VF et VQ : Kelly Marot) : Dr Darcy Lewis (5 épisodes)
- Evan Peters (VF et VQ : Jean-Christophe Dollé) : Ralph Bohner / « Pietro Maximoff » (4 épisodes)

Source : disneyplus.com

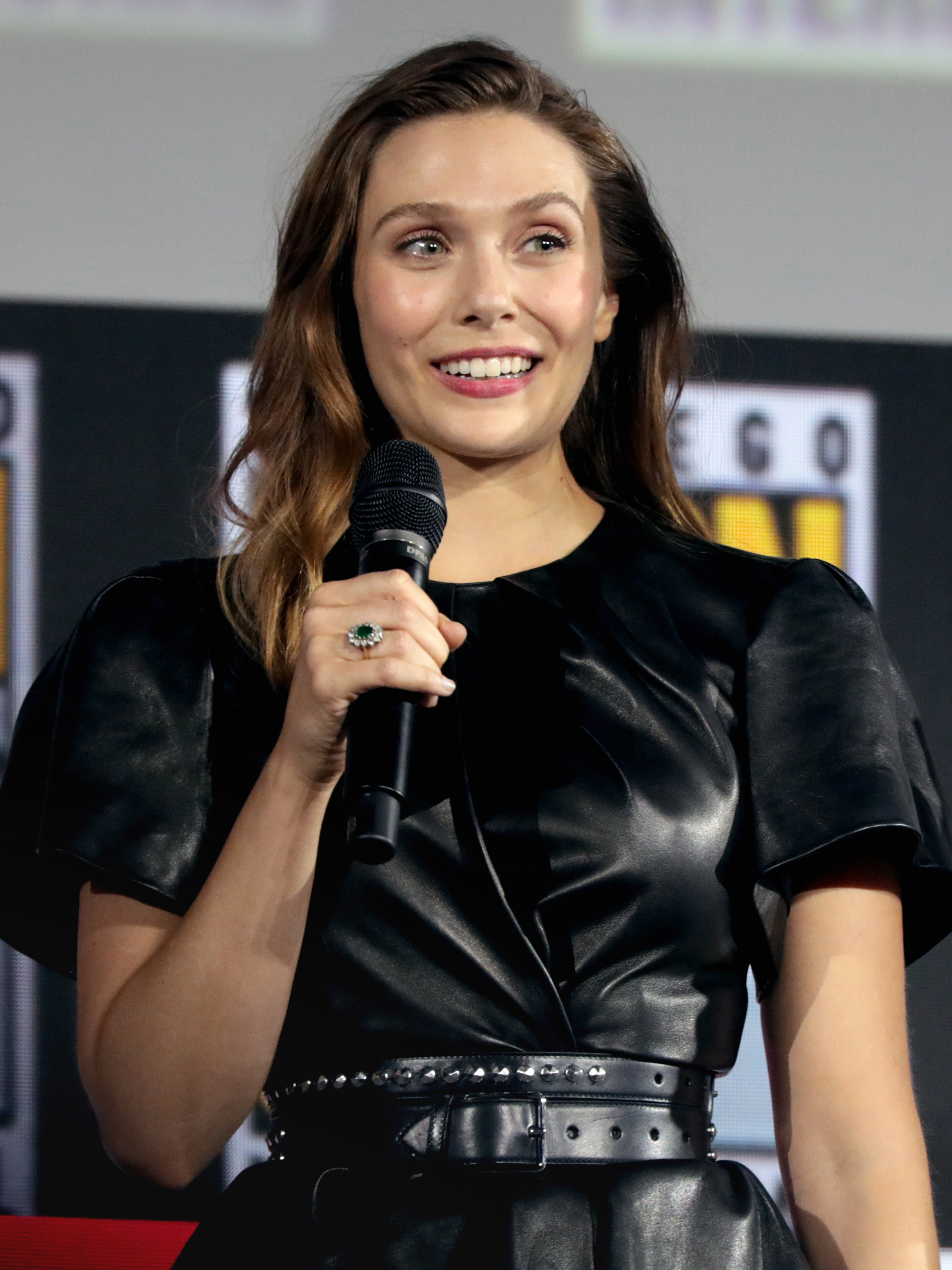
Elizabeth Olsen dans le rôle de Wanda Maximoff
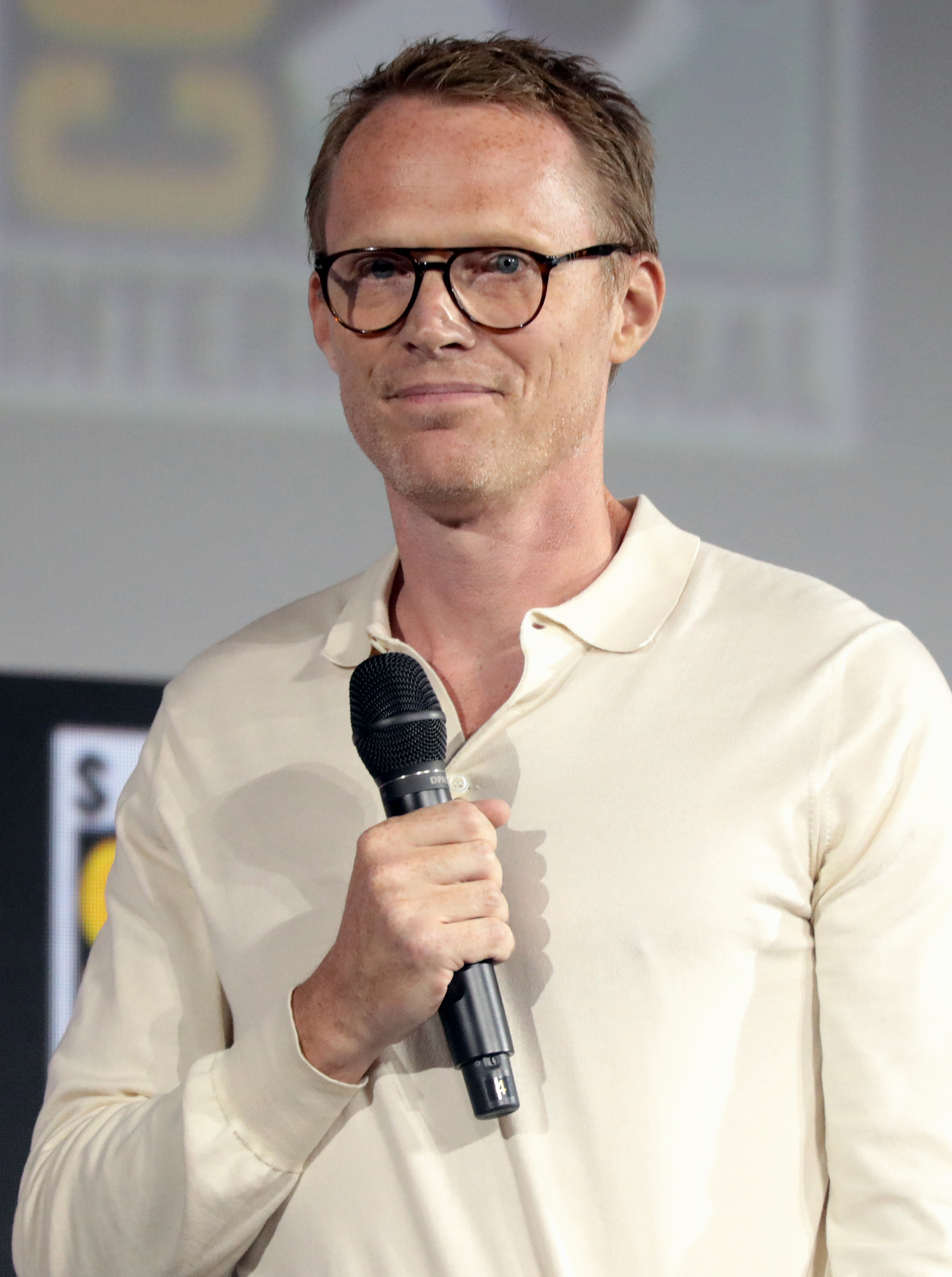
Paul Bettany dans le rôle de Vision
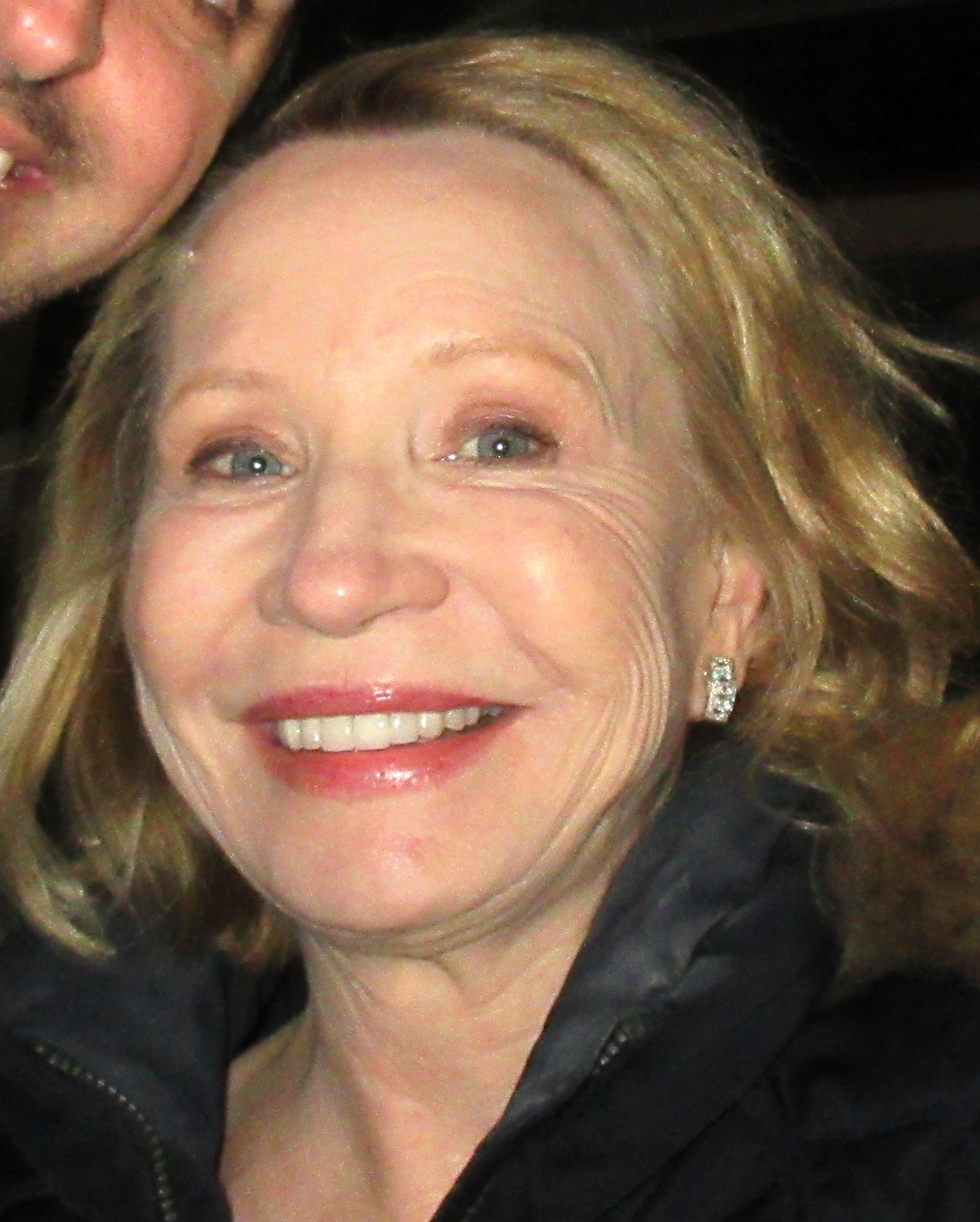
Debra Jo Rupp dans le rôle de Sharon Davis
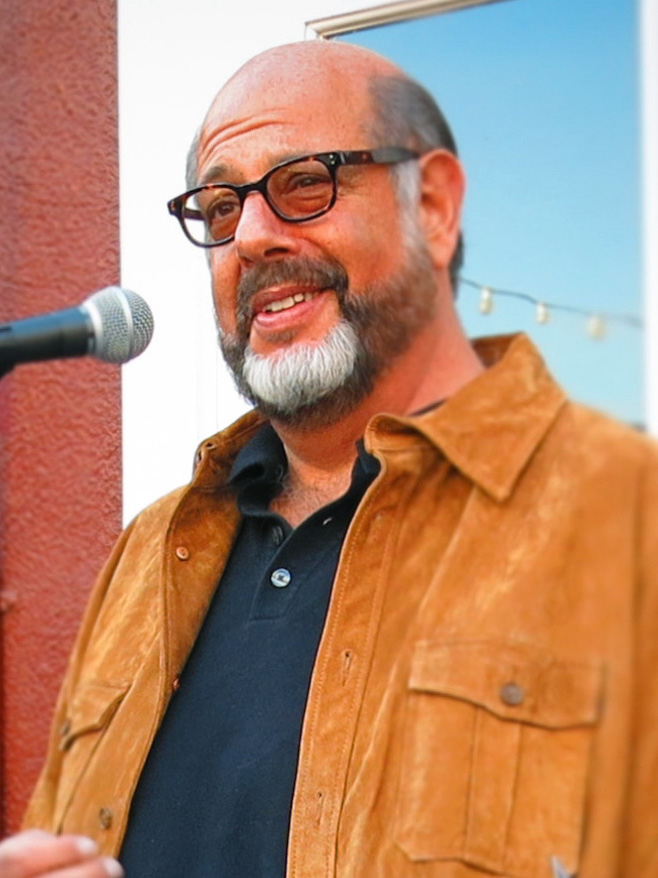
Fred Melamed dans le rôle de Todd Davis
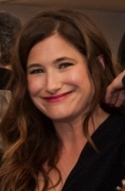
Kathryn Hahn dans le rôle d'Agatha Harkness
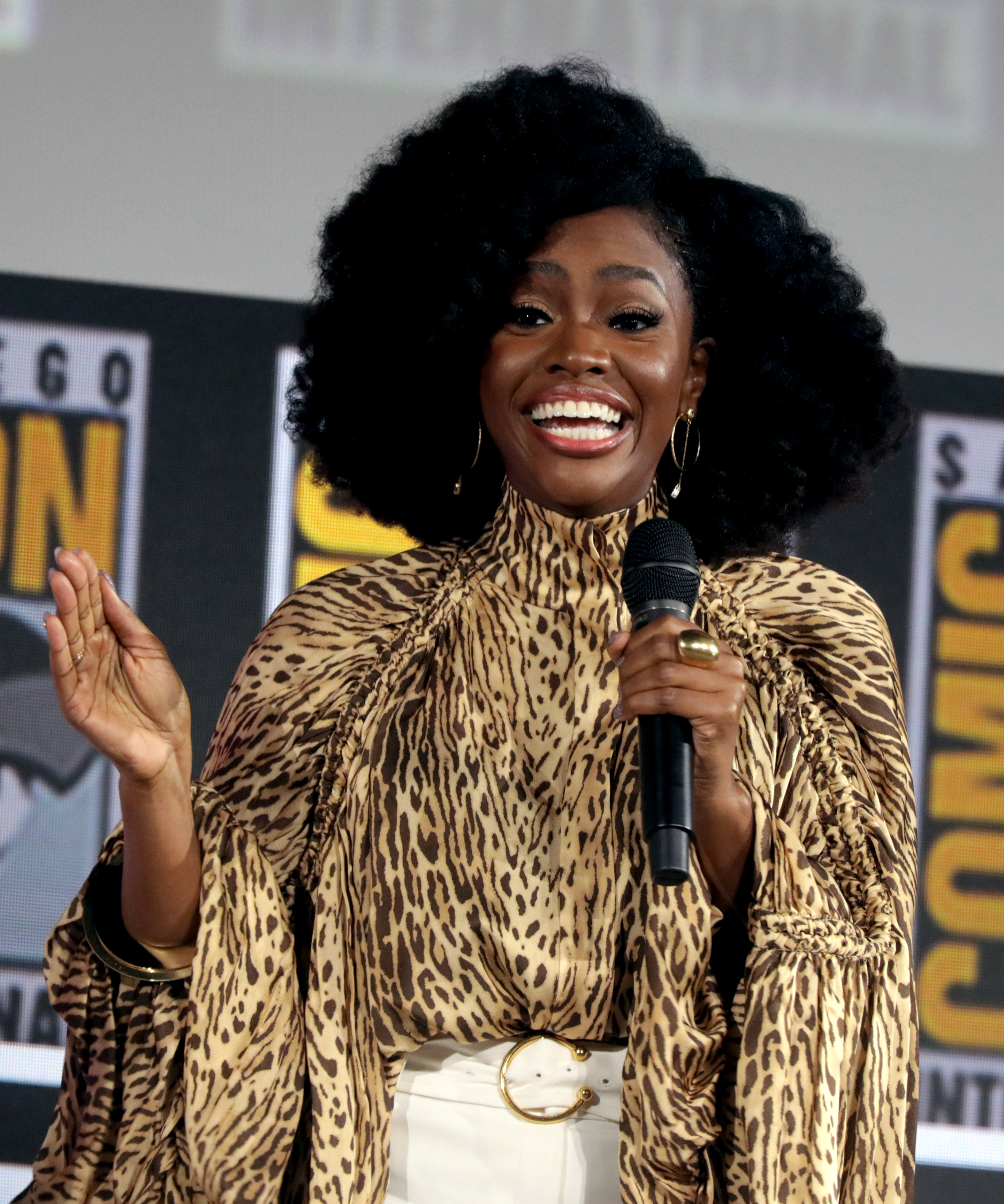
Teyonah Parris dans le rôle de Monica Rambeau
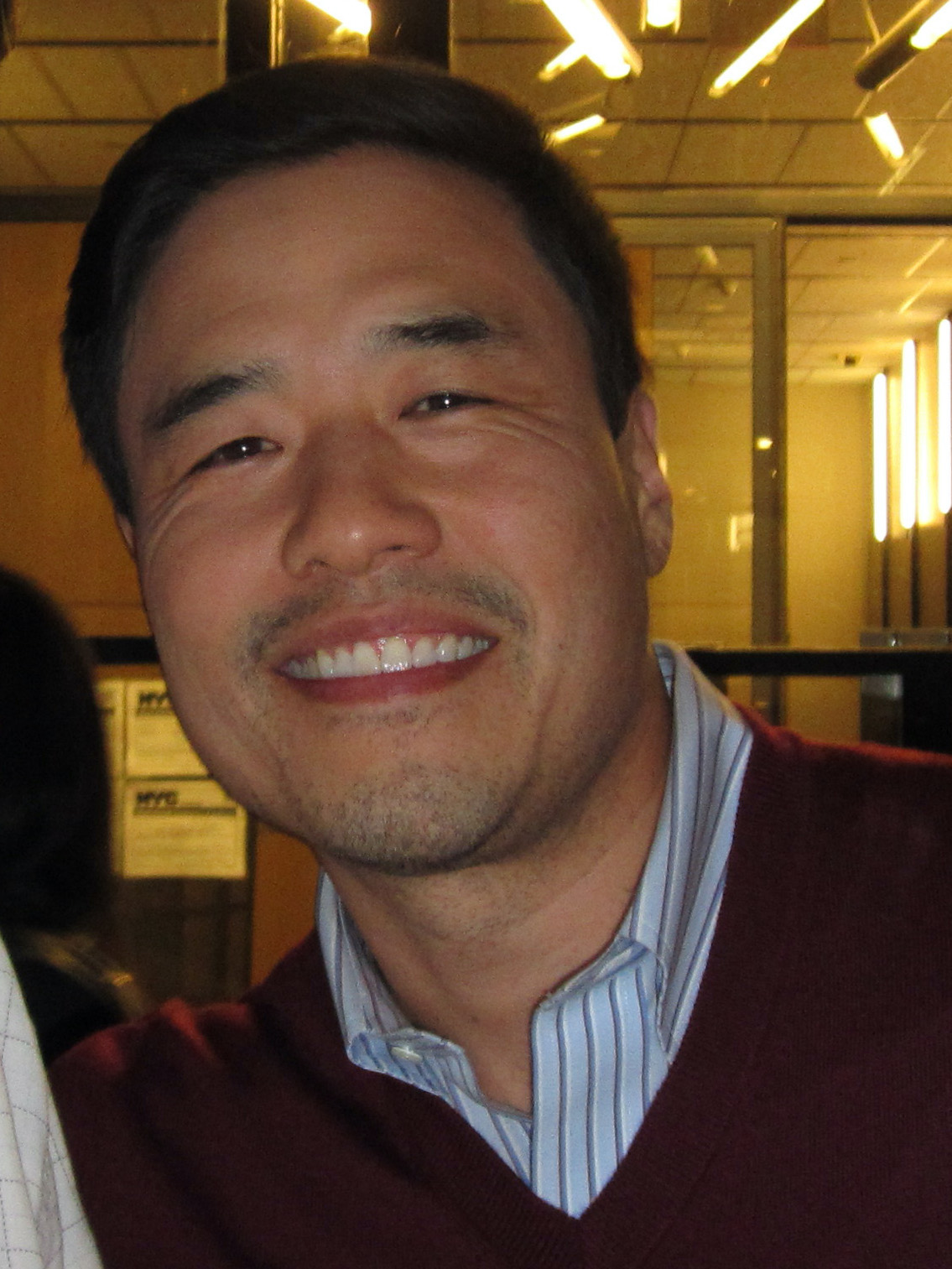
Randall Park dans le rôle de Jimmy Woo
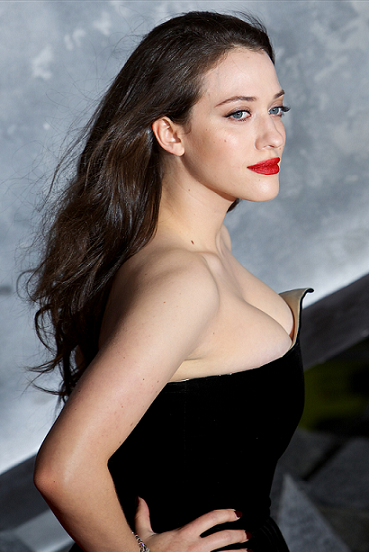
Kat Dennings dans le rôle de Darcy Lewis
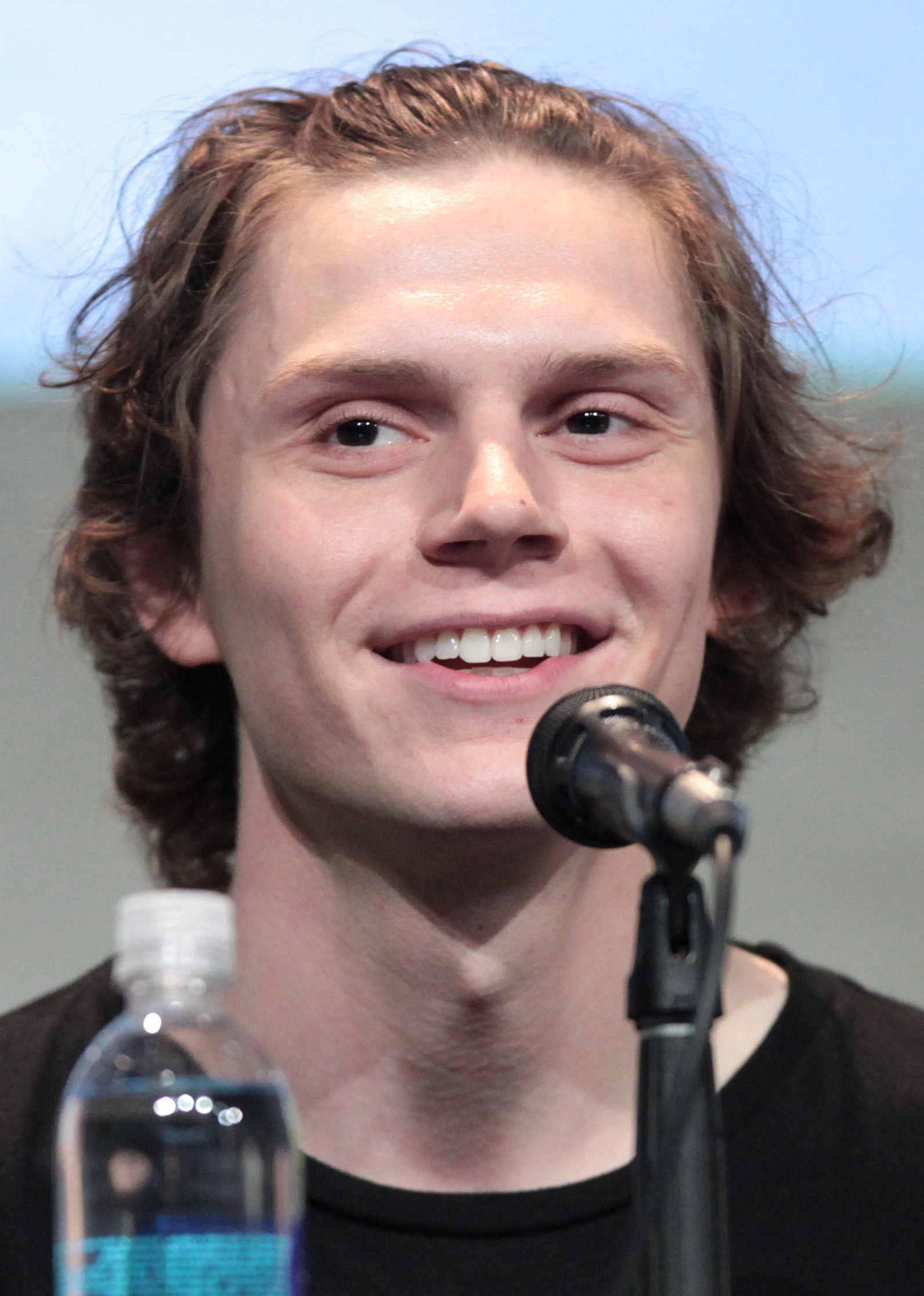
Evan Peters dans le rôle de Ralph Bohner

### Acteurs récurrents
- Josh Stamberg (VF : Guillaume Orsat ; VQ : Alexandre Daneau) : Tyler Hayward, directeur par intérim du S.W.O.R.D.
- Emma Caulfield (VF et VQ : Juliette Poissonnier) : Sarah Proctor / Dottie Jones
- Jolene Purdy (VF et VQ : Julie Turin) : Isabel Matsueda / Beverly
- Asif Ali (VF et VQ : Pascal Nowak) : Abilash Tandon / Norm
- David Payton (VF et VQ : Mike Fédée) : John Collins / Herb
- David Lengel (VF et VQ : Sébastien Ossard) : Harold Proctor / Phil Jones
- Jett Klyne (VF et VQ : Lasha Songulashvili) : Tommy Maximoff
- Julian Hilliard (VF et VQ : Jean Duprez) : Billy Maximoff

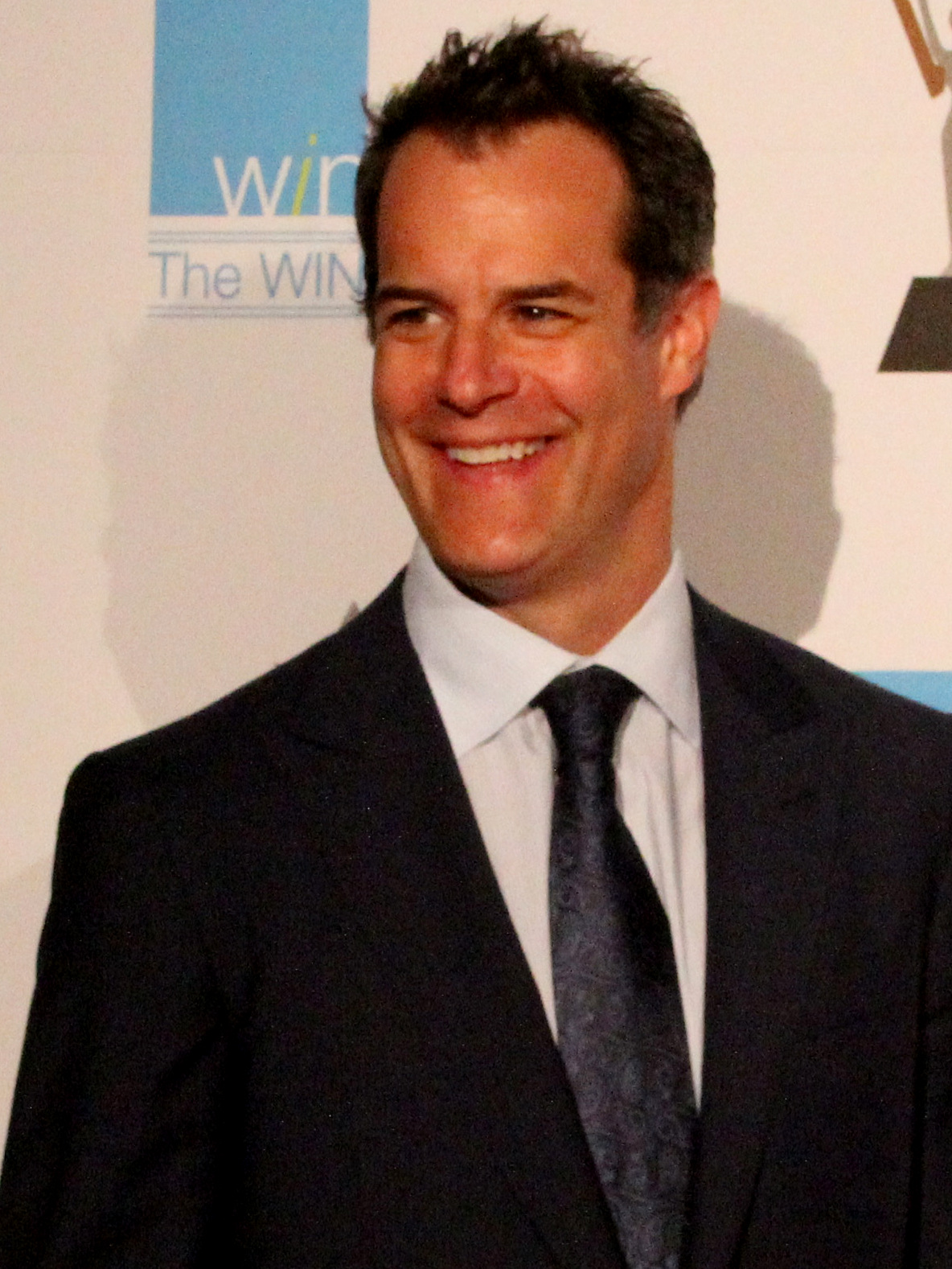
Josh Stamberg dans le rôle de Tyler Hayward
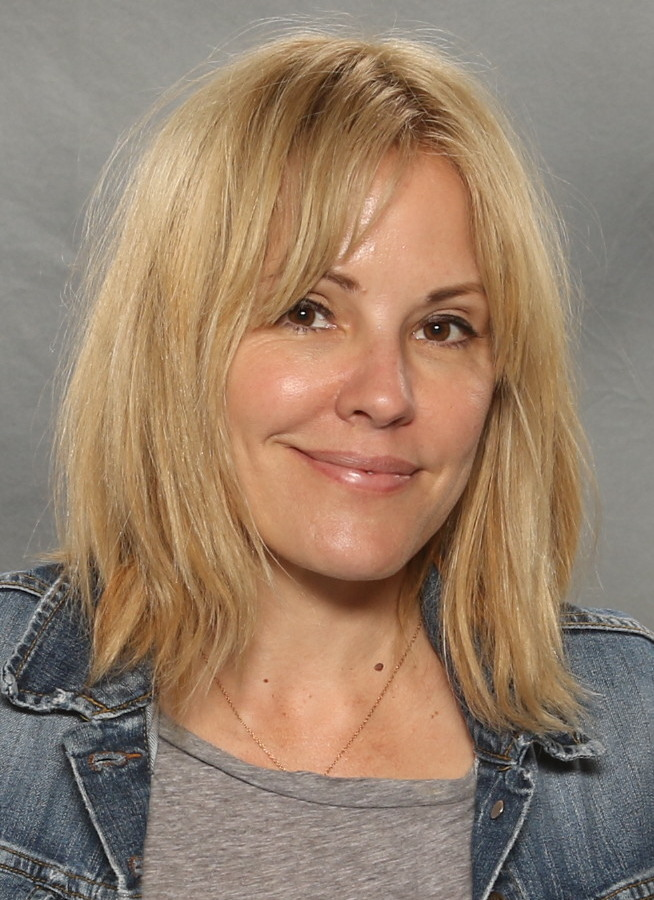
Emma Caulfield dans le rôle de Sarah Proctor

### Invités
- Randy Oglesby (en) (VF et VQ : Bernard Alane) : Dr Nielson (épisode 3)
- Adam Gold (VF et VQ : Emmanuel Garijo) : le requin de la pub Yo-Magic (épisode 6)
- Kate Forbes (VF et VQ : Brigitte Virtudes) : Evanora Harkness (épisodes 8 et 9)

## Production

### Genèse et développement
En septembre 2018, Marvel Studios annonce le développement de plusieurs mini-séries pour une diffusion destinée au service de streaming de sa société mère Disney, Disney+, dont le but était de se concentrer sur les personnages secondaires des films de l'Univers cinématographique Marvel qui n'avaient pas eu droit à leurs propres films, dont Wanda Maximoff. Les acteurs qui incarnaient les personnages dans les films ont été contactés pour reprendre leurs rôles. Chaque série devait être composée de six à huit épisodes, dont le « budget rivaliserait avec celui d'une production d'un important studio », et chacune serait produite par Marvel Studios au lieu de Marvel Television. Kevin Feige devait également jouer un rôle majeur dans la création des séries, ce dernier se concentrant sur la « continuité de l'histoire » avec les films et « dirigeant » les acteurs qui reprendraient leurs rôles. À la fin du mois d'octobre, il est annoncé que le personnage incarné par Paul Bettany, Vision, devrait jouer un rôle important dans la série, qui se concentrerait sur la relation entre Wanda et ce dernier. Les mois suivants, les titres Vision and the Scarlet Witch et The Vision et Scarlet Witch ont tous deux été évoqués pour la série,,.
Kevin Feige a proposé que les personnages de Wanda Maximoff et Vision évoluent dans « un monde fantastique à la fois étrange et rempli de bonheur », parce qu'il adorait les sitcoms et a pensé que ce genre serait utile aux personnages pour échapper à la réalité, bien qu'au moment de rencontrer des potentiels rédacteurs en chefs, ces derniers n'étaient pas enthousiasmés par l'idée. Jac Schaeffer a été engagée comme scénariste de la série en janvier 2019, après avoir travaillé sur l'écriture de Captain Marvel et Black Widow,. Elle a été engagée pour écrire le premier épisode de la série et également pour la produire. En avril, Marvel et Disney annoncent officiellement la série, accompagnée du titre WandaVision. En août, Matt Shakman a été embauché à la réalisation, tandis que Kevin Feige, Louis D'Esposito et Victoria Alonso sont confirmés à la production,. De plus, il a été précisé que le budget de chaque épisode serait de 25 millions de dollars. Il a été révélé que plutôt que d'appeler la série Wanda and Vision ou The Scarlet Witch and Vision, Kevin Feige a opté pour un titre composé comme WandaVision après avoir vu le titre du film BlacKkKlansman : J'ai infiltré le Ku Klux Klan (2018). Jac Schaeffer a soutenu l'idée, estimant que le titre était parfait pour la série, malgré une certaine crainte qu'il soit perçu comme « le titre le plus idiot possible », mais elle a assuré que les téléspectateurs changeraient d'avis une fois qu'ils auraient regardé la série. Par la suite, Kevin Feige a décrit la série comme une occasion de raconter l'histoire de Wanda Maximoff et de Vision, de montrer ce dont Maximoff est capable, d'explorer davantage qui est Vision et d'introduire le nom de Sorcière Rouge au sein du MCU « de manière totalement amusante, entièrement drôle, quelque peu effrayante, et qui aura des répercussions sur tout le futur de la phase quatre du MCU ». Il a ajouté que WandaVision « fonctionnerait » comme une série pour tout spectateur qui ne serait pas familier avec tous les films MCU précédents, mais il a ajouté que pour tous ceux qui ont vu les films, il y aurait « une multitude de récompenses qui les attendrait ».
Lors de la D23, Kevin Feige a décrit la série comme une « sitcom classique », mais qu'elle contiendrait quand même une « part épique » propre à l'univers Marvel. De plus, Paul Bettany a décrit la série de « super-héroïque mais très bizarre ». Pour Teyonah Parris, Wandavision est comme un « film d'action complet mélangé aux vieilles sitcoms », tandis que pour la co-productrice exécutive Mary Livanos, la série « marie l'action épique caractéristique des films de super-héros avec la sottise d'une sitcom dont l'action prend part dans une petite ville ». Lorsqu'elle a été embauchée, Jac Schaeffer a reçu du matériel de bande dessinée et un aperçu de ce que Marvel Studios espérait accomplir avec la série, afin qu'elle puisse aider à façonner leurs idées en une structure cohérente. Schaeffer s'est appuyée sur sa proposition d'intrigue, la série résultante en restant très proche. En tant que série limitée, trouver comment raconter l'histoire dans une structure de forme longue était un défi initial, qui a finalement été considéré comme un scénario à plusieurs enjeux dans les bandes dessinées. Schaeffer a estimé que WandaVision était « semblable à un film mais avec la construction d'une série ». Quant à Matt Shakman, il a seulement pu compter sur ses expériences passées afin de l'aider à réaliser la série, ce dernier ayant travaillé sur Mad Men, Game of Thrones, ou encore la sitcom Philadelphia. Il s'est d'autant senti plus à l'aise à la réalisation de la série puisqu'il a lui-même grandi avec des sitcoms, notamment avec Un toit pour dix.

### Scénario

#### Création et structure

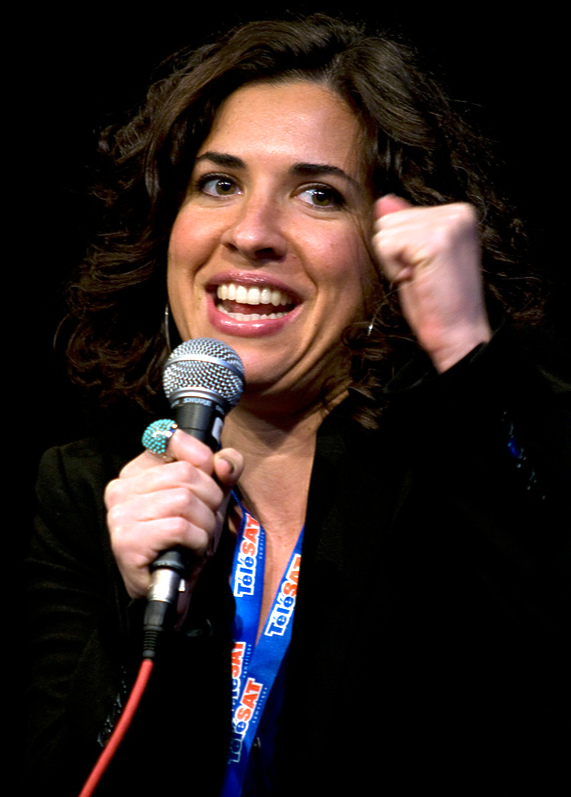
Jac Schaeffer, la scénariste en chef de la série.

La majeure partie de la série se déroule dans une sitcom fictive appelée WandaVision. Jac Schaeffer a reçu comme support des comics afin d'avoir un aperçu de ce que Marvel Studios souhaitait raconter au travers de la série. Kevin Feige s'est visuellement inspiré des couvertures "Norman Rockwell Meets Leave it to Beaver" de Mike del Mundo présentes sur les bandes dessinées The Vision de Tom King et Gabriel Hernandez Walta,,. Elizabeth Olsen a noté qu'il y avait « beaucoup de bandes dessinées qui soutenaient » les personnages apparaissant dans un cadre de sitcom, et a été informée par Feige qu'il voulait combiner deux séries de bandes dessinées différentes comme inspirations pour WandaVision. L'auteur de bandes dessinées Tom King a indiqué en octobre 2019 que son histoire sur The Vision serait une source d'inspiration pour WandaVision. Avec la sortie de la bande-annonce officielle de la série en septembre 2020, certaines personnes ont remarqué cette influence ainsi que des références au scénario des bandes dessinées House of M et La vision et la sorcière écarlate,,,, de Bill Mantlo, Rick Leonardi, Steve Englehart et Richard Howell, dans laquelle Scarlet Witch tombe enceinte de Vision par « des moyens magiques ». Une autre inspiration a été tirée du livre de poche Scarlet Witch: Witches' Road, du scénario Avengers Disassembled de Bendis et David Finch qui a précédé House of M, mais également du scénario "Vision Quest" issu de West Coast Avengers par John Byrne.
Kevin Feige, avec Schaeffer, Matt Shakman et Mary Livanos, se sont consacrés à bien établir le ton irrévérencieux de la série. Schaeffer s'est inspirée du film Thor: Ragnarok et de la série Legion, estimant que ces projets étaient audacieux et originaux. Elle a estimé qu'ils permettaient à WandaVision d'être également unique et différente,, et a noté que son travail correspondait à l'opposé de ce qu'elle avait pu faire sur Black Widow qui se concentrait sur une action agressive et viscérale. Par la suite, elle a embauché huit scénaristes : Gretchen Enders, Megan McDonnell, Bobak Esfarjani, Peter Cameron, Mackenzie Dohr, Chuck Hayward, Cameron Squires et Laura Donney, tous de différentes origines, dont quatre femmes, pour écrire la série, en raison de sa conviction que « les histoires sont meilleures lorsque l'on a plus de perspectives ». Beaucoup d'écrivains avaient une expérience télévisuelle antérieure, sur laquelle Schaeffer s'est tournée pour aider à élaborer chaque épisode dans le cadre d'un récit plus large. Plus tard, Megan McDonnell a été promue rédactrice en chef de la série. Jac Schaeffer pensait que l'histoire n'aurait jamais pu être racontée en un seul film car elle devait établir progressivement son style de sitcom avant que tout ne se brise.
Schaeffer a trouvé que l'idée selon laquelle Wanda avait créé sa propre réalité était un concept simple, et a estimé qu'il serait plus convaincant s'il était révélé à travers une ambiance mystérieuse. Cela se ressent notamment lorsque les protagonistes évoluent dans cette réalité de sitcom au cours des trois premiers épisodes, avant que le quatrième ne raconte ces événements dans une perspective du « monde réel » pour fournir des réponses aux téléspectateurs. À la suite des nombreuses réponses données au cours de ce quatrième épisode, Schaeffer espérait que le public pourrait vivre le reste de la série comme un « voyage émotionnel et psychologique, plutôt que sous forme de mystère ». La série s'est par la suite poursuivie entre un mélange de sitcom et de monde réel, jusqu'à ce que l'avant-dernier épisode explore l'histoire de Wanda Maximoff et la création de sa réalité. Elle a comparé la série à une bande dessinée racontée en plusieurs numéros et a déclaré qu'elle restait très proche de son discours d'origine qui a été structuré pour suivre les cinq étapes du deuil en commençant par le déni et en terminant par l'acceptation. Dix épisodes étaient initialement prévus, mais le nombre a finalement été réduit à neuf afin de préserver un certain rythme. Par ailleurs, les titres des épisodes sont tous issus de phrases figurant dans des promotions ou des génériques de séries télévisées.

#### Personnages et univers
Après avoir reçu les instructions initiales de Marvel Studios pour la série, Matt Shakman et Jac Schaeffer ont regardé toutes les séquences du MCU où apparaissent Wanda et Vision, y compris des séquences qui n'ont pas été incluses dans les films. Tout en explorant les films du MCU, Schaeffer a été attirée par « les moments les plus banals des personnages » tels que Wanda et Vision profitant de leur séjour en Écosse dans Avengers: Infinity War. Cette dernière savait qu'il y avait « une sorte d'émerveillement et de sincérité » entre les deux personnages, et quand ils sont placés dans un décor de sitcom, le résultat était « calme et chaleureux, tout en étant mêlé de notre sens commun de ce qu'est la maison, de ce qu'est la famille et de ce qu'est un pays ». La romance entre Wanda et Vision a également aidé au développement de la série, avec Schaeffer ajoutant : « C'est toujours si attrayant quand des inconnus se retrouvent. Ils sont tous deux différents avec un D majuscule ».
La série se déroule trois semaines après les événements d'Avengers: Endgame et prend place dans la ville fictive de Westview, dans le New Jersey, qui a été nommée en référence à la ville natale de Kevin Feige, Westfield, New Jersey, mais avec les initiales "W" et "V". WandaVision explore également la manière dont Wanda Maximoff a grandi dans un pays d'Europe de l'Est et son amour pour les séries américaines dont son père vend les DVD au marché noir. Jac Schaeffer était ravie d'utiliser la série pour énoncer un commentaire social tout en racontant une histoire sur le caractère et le chagrin, cette dernière estimant que le chagrin de Wanda était particulièrement touchant. Un spécialiste du deuil a été consulté et Matt Shakman a précisé que la série explorerait la façon dont Wanda appréhende son chagrin et son deuil. Schaeffer s'est engagée à faire de Maximoff un personnage complet et complexe, notamment en montrant des aspects d'elle qui n'avaient pas été vus auparavant dans le MCU, tels que sa joie et son humour. L'un des enjeux pour les scénaristes était d'éviter une représentation qui ferait passer Wanda pour une personne folle ou incontrôlable, comme c'était le cas dans les comics.
En introduisant le nom de « Sorcière Rouge » comme un titre associé à la magie du chaos, la série a pu davantage explorer le côté magique du MCU au-delà de ce qui avait été introduit dans Doctor Strange. La sorcellerie et les procès des sorcières de Salem ont été décrits par Schaeffer comme « notre sorte de version américanisée et féminisée des sorcières et de la magie ». La série présente également l'organisation du S.W.O.R.D. avec un changement de nom par rapport au comics : il passe de Sentient World Observation and Response Department à Sentient Weapon Observation and Response Division en anglais. L'un des agents du S.W.O.R.D. aperçus dans la série est Monica Rambeau, qui est apparue pour la première fois en tant qu'enfant dans Captain Marvel. D'autres personnages comme Darcy Lewis et Jimmy Woo ont été ajoutés à la série afin d'avoir des protagonistes qualifiés dans les sciences et la police à l'extérieur de la réalité de Wanda. Les premières ébauches des premiers épisodes prévoyaient d'ailleurs un temps d'écran plus long pour le personnage de Darcy Lewis, avant d'être supprimé au profit de la concentration sur la base du S.W.O.R.D., bien que des éléments de ces scènes aient été ajoutés dans les épisodes suivants. Les fils de Wanda et Vision, Billy et Tommy, apparaissent comme des enfants de 10 ans. Matt Shakman a déclaré qu'il n'avait jamais été prévu de rendre les personnages aussi âgés qu'ils le sont dans les bandes dessinées consacrées aux Young Avengers, ceci privant Wanda de temps en leur compagnie.
WandaVision « met directement en place » Doctor Strange in the Multiverse of Madness, dans lequel Elizabeth Olsen reprend son rôle de Wanda Maximoff. Jac Schaeffer a déclaré que Kevin Feige s'occupait de la cohérence entre les différentes œuvres du MCU, mais elle et Shakman ont eu recours à des conversations avec les équipes créatives de Multiverse of Madness et Spider-Man: No Way Home,. Mary Livanos a rencontré les producteurs exécutifs de Loki, Stephen Broussard et Kevin Wright, ainsi que le producteur exécutif de What If...? Brad Winderbaum, pour établir des « règles » concernant le multivers. Benedict Cumberbatch devait également reprendre son rôle de Dr Strange dans l'épisode final de la série, mais il a finalement été écarté pour éviter qu'il ne détourne l'attention sur le personnage de Wanda. Le scénario de Doctor Strange in the Multiverse of Madness a été réécrit pour s'adapter à ce changement, le scénariste du film, Michael Waldron, ayant travaillé avec Schaeffer.

#### Influences de sitcoms
Jac Schaeffer a annoncé que WandaVision serait « une lettre d'amour à l'âge d'or de la télévision », ce qu'a approuvé Shakman, et elle a également dit que si elle rend hommage à de nombreuses sitcoms passées, elle « essayait aussi de créer un nouveau territoire ». Livanos a indiqué la manière dont ils s'étaient amusés à « jouer avec les attentes » des sitcoms familiales de banlieue et a comparé leur amour à la façon dont Vision est une combinaison du robot Ultron et de l'intelligence artificielle J.A.R.V.I.S.. Paul Bettany a ajouté que WandaVision rendrait hommage à de nombreuses époques et genres de la télévision américaine, y compris aux sitcoms modernes de style documentaire, comme Modern Family ou The Office. Schaeffer et Shakman ont tous deux étudié les sitcoms pour apprendre leurs « attributs et styles » et, avec Feige, ils ont échangé avec Dick Van Dyke, la star de la sitcom éponyme des années 1960, pour apprendre comment cette série pourrait refléter ce genre cinématographique. D'autres sitcoms, en plus de The Dick Van Dyke Show, ont inspiré la série, comme I Love Lucy, Mes trois fils, Papa a raison, The Adventures of Ozzie and Harriet, Ma sorcière bien-aimée, Friends, 30 Rock, Parks and Recreation, Malcolm in the middle et Modern Family. Des références sont également faites à La Fête à la maison, qui mettait en vedette les sœurs aînées d'Olsen, Mary-Kate et Ashley Olsen. Avant de décider de se concentrer sur les sitcoms familiales, un épisode de la série a été développé sur la base de The Mary Tyler Moore Show, qui aurait exploré l'équilibre travail-vie de Wanda Maximoff. Elizabeth Olsen a déclaré que les décennies explorées dans chaque épisode ont été choisies afin de capturer les éléments clés de la période choisie tout en montrant l'évolution des sitcoms au fil du temps. Par exemple, le premier épisode rend hommage à The Dick Van Dyke Show et I Love Lucy des années 1950 et 1960. Les changements de décennies sont expliqués dans la série par des changements au sein du programme fictif WandaVision, que Maximoff fait initialement inconsciemment lorsque quelque chose ne va pas dans cette réalité. Jac Schaeffer a par ailleurs déclaré que les décennies avancaient au même rythme que la xénophobie en provenance des voisins du couple, ces derniers devenant de plus en plus agressifs. La relation avec les voisins a finalement été décrite d'une manière plus subtile qui, selon Schaeffer, était plus effrayante, avec des éléments d'horreur psychologique.
La sitcom fictive WandaVision présente des fausses publicités « légèrement néfastes » qui, selon Kevin Feige, faisaient partie des éléments annoncant l'effondrement de la réalité de Wanda. Il a estimé que les nouveaux téléspectateurs les verraient comme d'étranges versions de publicités des différentes époques de la sitcom, tandis que ceux qui connaissent bien le MCU pourraient remarquer des liens avec des événements passés. Matt Shakman a déclaré que les publicités étaient un ajout thématique qui présentaient l'histoire de Wanda Maximoff,,, et Schaeffer a déclaré qu'elles étaient à la fois liées au subconscient de Wanda et au MCU de manière plus large. Une première version du scénario envisageait ces publicités comme des messages de la part de Dr Strange afin d'atteindre la conscience de Wanda, et il devait apparaitre dans la publicité pharmaceutique Nexus.
Mary Livanos a expliqué qu'il s'agit d'un programme « compliqué » en raison de la façon dont il a incorporé « les règles du MCU » restreintes aux sitcoms familiales de banlieue, tout en notant que certains épisodes étaient structurés différemment. Elle a exprimé son enthousiasme face à la manière dont la série amènera le public à se demander comment WandaVision s'intègre dans la chronologie du MCU, s'il s'agit d'une expérience sociale ou si la série se déroule dans une réalité alternative.

### Distribution des rôles

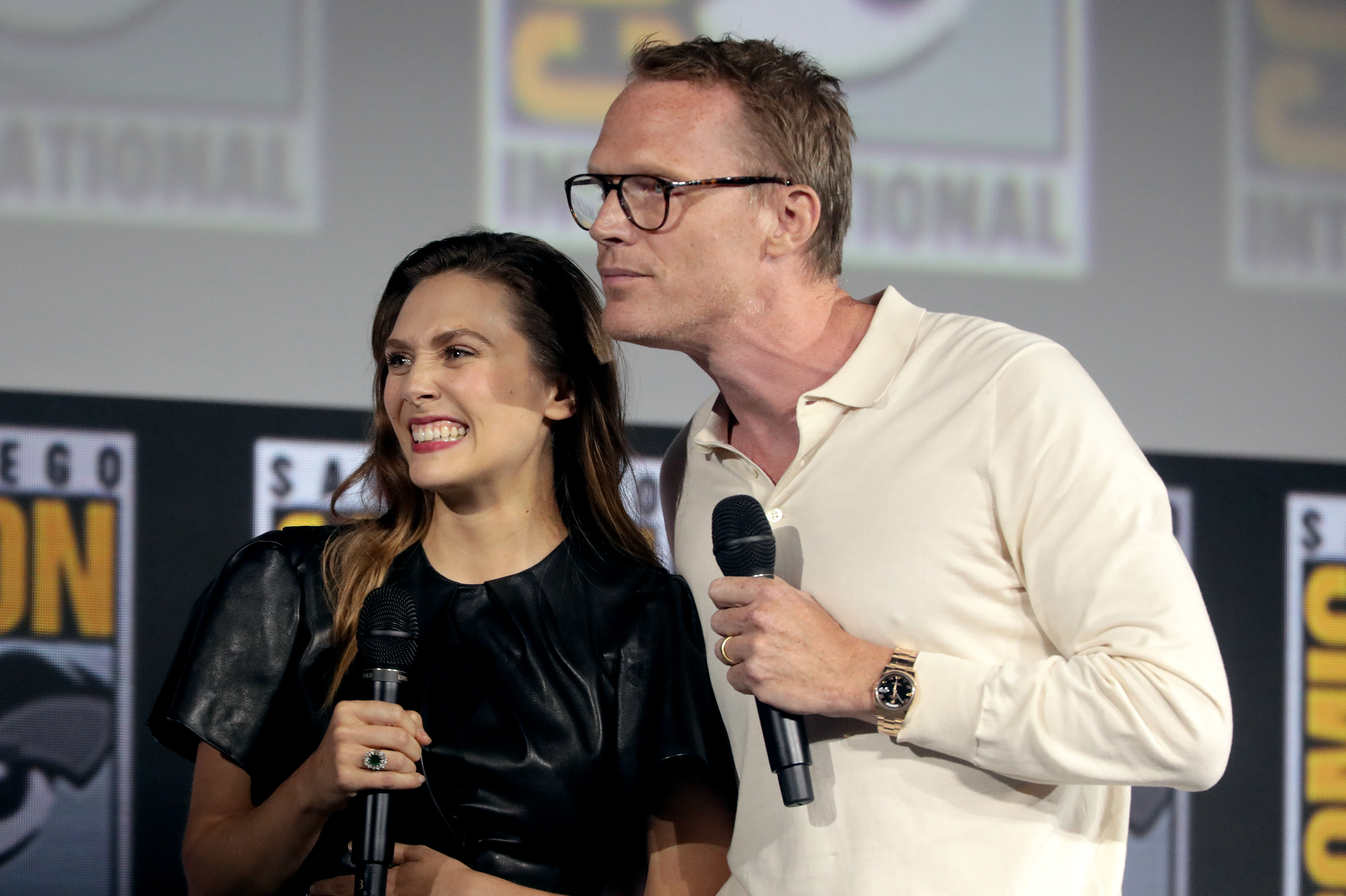
Les acteurs Elizabeth Olsen et Paul Bettany reprennent leur rôle respectif de Wanda Maximoff et Vision.

Avec l'annonce officielle de la série en avril 2019, Elizabeth Olsen et Paul Bettany ont directement été confirmés dans leurs rôles de Wanda Maximoff et Vision. Paul Bettany a accepté de rejoindre le projet après avoir rencontré Kevin Feige et le co-président de Marvel Studios, Louis D'Esposito, qui a proposé que son personnage revienne au moyen d'une idée « excitante et dingue », tandis qu'Olsen était nerveuse à l'idée d'un passage des films vers une série et sur la façon dont une connexion pouvait s'établir, mais elle a finalement été rassurée lorsqu'elle a appris l'implication de Schaeffer. L'actrice a d'ailleurs déclaré que la série a été son « expérience à la télé la plus folle à ce jour ».
En juillet, l'actrice Teyonah Parris a indiqué qu'elle rejoignait la série dans le rôle de Monica Rambeau, déjà apparue dans Captain Marvel, mais enfant, interprétée par Akira Akbar. Le personnage apparaît d'ailleurs pour la première fois sous le nom de Géraldine, Schaeffer pensant que l'actrice serait annoncée sous ce nom afin que sa réelle identité de Monica Rambeau crée une surprise. Le mois suivant, lors de la D23, Kat Dennings et Randall Park annoncent leur retour en tant que Darcy Lewis et Jimmy Woo, Kat Dennings étant apparue dans les films Thor et Thor: Le Monde des ténèbres, estimant par la même occasion que le rôle de son personnage dans la série était une surprise pour les fans, tandis que Randall Park a rejoint la série après une réunion générale avec Marvel pour discuter de l'avenir de Woo dans le MCU après son introduction dans Ant-Man et la Guêpe. Jac Schaeffer a dit qu'il était « amusant » de présenter Kat Dennings et Randall Park dans la série car tous les deux étaient des acteurs « vétérans » de sitcoms, ces derniers étant respectivement apparus dans 2 Broke Girls et Bienvenue chez les Huang.
Kathryn Hahn rejoint par la même occasion la distribution dans le rôle d'un personnage nommé Agnès,, présentée comme la voisine de Wanda et Vision. L'actrice était fascinée par la « part de magie humaine » présente dans le MCU, et elle a également révélé avoir eu des réunions avec Marvel Studios, ces derniers étant intéressés par elle. Peu de temps après, Marvel a suggéré à Schaeffer et Shakman de donner le rôle d'Agnès à Kathryn Hahn. Le septième épisode révèle que la véritable identité de son personnage est en fait celle d'Agatha Harkness.
La bande-annonce officielle a révélé que Fred Melamed et Debra Jo Rupp apparaîtraient dans la série dans les rôles de Todd et Sharon Davis,. Debra Jo Rupp avait auparavant joué un rôle dans la sitcom That '70s Show. Elle a été invitée à rejoindre la série par Matt Shakman, avec qui elle avait travaillé au Geffen Playhouse. De même, Shakman et Schaeffer ont offert le rôle à Melamed sans qu'il n'auditionne, le concept de la série lui plaisant énormément. Le 3 juin 2020, il est annoncé que l'acteur Evan Peters sera présent au sein du casting, dont le rôle n'a pas été précisé, sachant qu'il avait déjà interprété le rôle de Vif-Argent dans la deuxième trilogie X-Men.
Emma Caulfield a été choisie en octobre 2019 dans le rôle de Sarah Proctor, qui joue Dottie Jones dans le programme WandaVision, après avoir été approchée par Schaeffer pour auditionner pour le rôle, ces dernières ayant travaillé ensemble sur le film Timer. Emma Caulfield a déclaré qu'elle avait été choisie pour attirer les fans qui l'auraient aperçue dans Buffy contre les vampires. Asif Ali a également rejoint la série dans le rôle de Norm, un collègue de Vision, tout comme Jolene Purdy dans un rôle récurrent, dont l'annonce a été faite en octobre 2020,.

### Conception

#### Couleurs et ambiances
WandaVision a été la première production dont l'intermédiaire numérique (en) a été réalisé en post-production par le nouveau « Département des Couleurs » de Marvel Studios, dirigé par Evan Jacobs. Matt Shakman ainsi que le directeur de la photographie Jess Hall ont commencé à travailler avec les membres de cette branche avant le tournage afin de déterminer la forme visuelle de chaque période pour reproduire le mieux possible une ambiance de sitcom. Shakman et Hall ont rassemblé une collection d'images de séries existantes qui ont influencé le cadrage, la composition et la couleur de chaque décor, et Hall a créé une palette spécifique de 20 à 30 couleurs pour chaque épisode en fonction de ces images de référence. Ainsi, il pouvait contrôler « l'intégrité visuelle en couleur de chaque épisode », un procédé qu'il avait précédemment utilisé pour le film Ghost in the Shell. Hall a travaillé avec Josh Pines de chez Technicolor SA pour créer 23 tables de recherche différentes pour traduire les couleurs au cours du processus d'intermédiaire numérique, et a également travaillé avec le concepteur de production Mark Worthington et la costumière Mayes C. Rubeo pour s'assurer que les décors et les costumes de chaque épisode soient assortis à ses palettes de couleurs. Shakman a déclaré qu'il y avait une progression des couleurs entre chaque épisode et que certaines couleurs, comme le rouge, étaient soigneusement utilisées, cette dernière étant associée aux personnages de Wanda et Vision.
Mark Worthington a créé des décors pour la maison de Wanda et Vision à chaque époque, et il avait l'intention de faire en sorte d'être le plus fidèle possible à une composition présente dans une maison des années 1950, puis qui évolue à chaque décennie. Des modifications y ont été apportées au besoin, comme l'ajout d'objets à l'intérieur de la maison ou encore un changement de style de la Buick rouge de Wanda. Pour les décors S.W.O.R.D. aperçus en dehors de la réalité de la sitcom, Worthington s'est inspiré de la NASA puisque S.W.O.R.D. est une agence spatiale version MCU. Il a également précisé que des similitudes existaient avec le SHIELD, mais les deux agences remplissant des fonctions différentes, il voulait donc les différencier. Worthington a d'ailleurs choisi de localiser l'agence du S.W.O.R.D. à l'extérieur de Westview, sur un terrain froid et exposé aux intempéries, tandis que les scènes de sitcom étaient chaudes et sèches, ce qui a permis de différencier le monde idéal de la sitcom de la réalité extérieure. Worthington et la décoratrice en chef Kathy Orlando se sont procuré des articles ménagers et des meubles d'époque dans des magasins d'occasion à Atlanta, en Géorgie.

#### Costumes
Mayes C. Rubeo a déclaré qu'il était plutôt rare qu'une série explore autant de décennies différentes sans que les personnages ne vieillissent, et a noté que les costumes n'étaient pas identiques à ceux véritablement portés dans les sitcoms de l'époque, l'obligeant à reproduire l'apparence de ces derniers. Environ 80% des costumes d'époque ont été confectionnés pour la série afin de s'adapter aux acteurs, le reste étant acheté ou loué à des « maisons de costumes » et à des collectionneurs ayant connaissance des tissus utilisés dans les années 1950 et 1960 et la manière dont les vêtements étaient fabriqués à l'époque. Elizabeth Olsen a avoué avoir apprécié l'exploration de la façon dont les femmes étaient perçues dans la société au cours de chaque décennie à travers les costumes de Wanda. La coiffeuse Karen Bartek a créé 22 perruques pour la série pour représenter les différentes époques des années 1950 aux années 1980,, ce qui a permis de filmer ces différentes époques en une journée sans avoir besoin de recoiffer les acteurs. Rubeo a enfin ajouté un élément de bleu sarcelle à chacun des costumes de Kat Dennings pour correspondre à la couleur des yeux de l'actrice.
À la fin de la série, Wanda acquiert un nouveau costume de super-héros lorsqu'elle devient la Sorcière Rouge. Ce costume a été imaginé et dessiné par Andy Park de l'équipe de développement visuel de Marvel Studios, tandis que Rubeo a travaillé avec Ironhead Studios pour le fabriquer. Elle a expliqué que les créateurs voulaient que le costume soit plus mature que les précédents costumes de Wanda, reconnaissant ce que le personnage a traversé jusqu'à présent dans le MCU. Ils voulaient également qu'il soit moins révélateur et qu'il n'inclue pas de corset ou des collants, car Elizabeth Olsen avait précédemment exprimé son inquiétude concernant son costume de « corset décolleté » porté dans les films, mais aussi qu'elle était la seule super-héroïne du MCU présentée avec une tenue aussi révélatrice. Matt Shakman a déclaré que le plus gros élément de discussion tournait autour de la couronne, qu'ils ont imaginé plus petite que dans les bandes dessinées. Ils ont finalement décidé de faire une couronne assez imposante qui est décrite comme « se formant initialement à partir d'énergie magique avant que Wanda ne la transforme en véritable objet grâce à ses pouvoirs ». Rubeo a également travaillé avec l'entreprise de fabrication de chaussures Jitterbug Boy pour créer les bottes du costume de Wanda.
Afin de donner des indices sur la véritable identité du personnage d'Agnès, Rubeo a conçu un médaillon présentant trois sorcières que le personnage porte comme une broche dans chaque épisode. Pour le costume de sorcière d'Agatha, Rubeo a voulu ajouter une touche de mystère au personnage en lui fournissant une robe composée de 10 couches de tissu qui sont chacune d'une couleur et d'une texture différentes. Kathryn Hahn a travaillé avec Rubeo sur la conception du costume et a déclaré qu'il était destiné à honorer l'apparence du personnage issu des bandes dessinées mais avec une apparence plus moderne.

#### Générique de fin
Le générique de fin a été créé par l'entreprise Perception et commence par une annonce « Veuillez patienter » dans le style de la décennie de l'épisode. Ceci est suivi par de gros plans de séquences de l'épisode sur un écran de télévision, que la caméra pousse ensuite pour montrer des pixels RVB qui forment des images de télévision. Les pixels sont ensuite montrés sous forme d'hexagones, en référence au « Hex » nom donné au monde du sitcom par l'extérieur. Les pixels forment divers éléments de la série, notamment la maison de Wanda et Vision, le berceau du troisième épisode et le château d'eau de Westview, qui rappelle le style artistique de House of M,. Les pixels sont ensuite perturbés par un seul pixel rouge qui représente le « monde qui s'effondre » autour de Wanda, avant de former deux alliances à la fin du générique puisque la série est également une histoire d'amour. Charles Pulliam-Moore, de chez io9, a estimé que le générique était « indéniablement Marvel au sens du grand écran », bien que WandaVision tente par ailleurs d'assumer son format de série en streaming.
Perception a également créé les génériques d'ouverture de chaque épisode, Matt Shakman insistant sur le fait que beaucoup de travail a été consacré à la création de ces génériques pour qu'ils soient les plus authentiques possible, ces derniers étant nécessaires à la narration. Le travail supplémentaire de Perception comprenait des graphismes pour les fausses publicités, basés sur de vraies publicités des différentes époques de la sitcom, mais également le titre de la séquence Agatha à Chaque Fois, des cartes de localisation à l'écran ainsi que des nouvelles transitions pour le logo Marvel Studios (en noir et blanc avec un format d'image 4:3 pour le premier épisode, mais aussi sur fond violet, en référence à Agatha Harkness, pour le huitième épisode).

### Tournage
Le tournage a débuté au mois de novembre 2019, aux Pinewood Studios à Atlanta, en Géorgie, avec Matt Shakman à la réalisation, et Jess Hall à la photographie. La série est tournée sous le titre de travail Big Red. Le tournage aurait en fait commencé le 21 septembre à Los Angeles, en Californie. Les acteurs ont visionné des épisodes de sitcoms afin de se familiariser avec le genre, ainsi qu'avec les différentes approches de la comédie. L'entraîneur du dialecte Courtney Young a aidé les acteurs à parler comme des personnes de chaque époque, notant même les manières de chaque décennie. Paul Bettany a déclaré que « des choses très intelligentes » avaient été réalisées pendant le tournage, étant donné que la série devait produire six heures de contenu avec un budget similaire à celui d'un film MCU de deux heures et demie. Comme Shakman était le seul réalisateur de la série, Bettany a déclaré que le contenu des différents épisodes avait été tourné ensemble, et que « des décisions également intelligentes » avaient été prises concernant le tournage des premiers épisodes pour garder « la même valeur de production à la fin ». Shakman a essayé de filmer les choses de manière chronologique à travers les différentes époques de la sitcom pour aider les acteurs. Kevin Feige a ajouté qu'au fur et à mesure que la série progressait à travers les décennies de sitcoms, elle imiterait « le style documentaire de conversation à la caméra, mais également à caméra tremblante », caractéristique de certaines sitcoms modernes.
Le premier épisode de la série, caractérisé de « grande chanson d'amour à The Dick Van Dyke Show », a été filmé pendant deux jours en noir et blanc et a bénéficié d'un public de studio pour créer des rires de fond afin d'imiter le tournage d'une véritable sitcom. Elizabeth Olsen avait précédemment indiqué qu'il y avait eu des discussions pour savoir si la série utiliserait également des rires enregistrés. Un aspect de 4:3 a été adopté pour les scènes en noir et blanc. En revanche, les scènes se déroulant à l'extérieur du Hex utilisent un rapport d'image de 2,40:1. Matt Shakman voulait s'assurer que les éléments de la sitcom ne ressemblaient jamais à une parodie et étaient aussi authentiques que possible, car ils faisaient partie d'une réalité que Wanda avait créée pour échapper à son chagrin. Hall a utilisé des caméras Arri Alexa 4K HDR pour filmer toute la série afin de créer une ambiance cohérente pour l'histoire, mais aussi pour faciliter le basculement entre les différentes décennies de sitcom sans avoir besoin de changer la configuration de la caméra. Des objectifs de caméra ainsi qu'un éclairage typiques des années 1950 ont été utilisés dans l'épisode, tandis que l'équipe des effets spéciaux a créé des plates-formes métalliques, jouant avec des astuces de caméra, pour faire bouger les accessoires grâce à la magie employée par Wanda Maximoff, comme cela avait été fait dans des séries comme Ma sorcière bien-aimée et Jinny de mes rêves. Hall a utilisé 47 objectifs de caméra différents pour les sept périodes explorées par WandaVision, dont beaucoup étaient des objectifs modernes modifiés sur mesure pour conserver les caractéristiques des objectifs d'époque. Les objectifs personnalisés adaptés à la période ont été utilisés sur les trois premiers épisodes et le cinquième, tandis que Hall a utilisé les objectifs Ultra Panatar qui avaient été utilisés sur Infinity War et Endgame pour toutes les scènes se déroulant en dehors de la réalité du Hex. Les lumières au tungstène ont été principalement utilisées pour les épisodes des années 1950 aux années 1970 puisque ce type d'éclairage était utilisé à l'époque, tandis qu'un éclairage LED a été utilisé à partir des épisodes des années 2000. Matt Shakman a utilisé des lentilles, un éclairage et une conception sonore inspirés de The Twilight Zone pour changer l'ambiance lorsqu'un problème apparait au sein de l'illusion de Wanda.
Afin de trouver le ton correct pour recréer le style, le réalisateur Matt Shakman et Kevin Feige ont d'ailleurs rencontré l'acteur Dick Van Dyke afin de mieux comprendre l'écriture des sitcoms de l'époque. Van Dyke, ignorant tout du succès des films du MCU, leur a expliqué que la première règle d'écriture des scénarios consistait à partir de situations pouvant apparaître dans la vie réelle ; l'acteur est crédité comme consultant sur la mini-série. Lors du tournage des scènes en noir et blanc, Paul Bettany était peint en bleu lorsqu'il interprétait Vision, au lieu d'être rose, car le bleu apparaissait mieux dans l'image en niveaux de gris. Olsen et Bettany ont tous deux trouvé l'expérience du tournage du premier épisode surréaliste et unique. Les autres époques présentées dans les épisodes avaient également des touches spécifiques, comme l'épisode des années 1970 qui utilise un éclairage caractéristique de l'époque.
Le tournage s'est également déroulé dans la région métropolitaine d'Atlanta tout au long des mois de décembre 2019 et février 2020,. Une soirée de fin de tournage a eu lieu le 1er mars avant une interruption prévue de quatre semaines,, mais toute la production a été stoppée le 14 mars en raison de la pandémie de Covid-19. Le tournage a repris à Los Angeles en septembre 2020 avec des protocoles sanitaires mis en place, et s'est également poursuivi en octobre. Elizabeth Olsen a eu du mal à reprendre la production et à réfléchir à toutes les mesures de sécurité supplémentaires mises en place, après avoir été isolée pendant l'arrêt de la production, tandis que Paul Bettany n'a pas aimé le fait que les acteurs devaient retourner dans leurs caravanes après avoir terminé leurs scènes, notant l'absence d'esprit de camaraderie entre les acteurs et l'équipe de tournage. Le tournage a eu lieu sur Blondie Street au Warner Bros. Ranch à Burbank, en Californie, où d'anciennes sitcoms avaient également été tournées. Shakman a estimé que le backlot de Blondie Street avait « ce sentiment de faux », qu'il ne pouvait reproduire aucune rue réelle. Le travail de post-production était toujours en cours lors de la reprise du tournage, tandis que Shakman a qualifié le travail sur chaque étape du processus de « schizophrène ». La production s'est terminée à la mi-novembre, permettant à Elizabeth Olsen de débuter le tournage de Doctor Strange in the Multiverse of Madness.

### Post-production

#### Montage
Lorsque la production a été stoppée en raison de la pandémie, Marvel a mis environ un mois pour mettre en place la logistique de travail à distance, et la post-production s'est ensuite poursuivie sur des images déjà tournées. Pendant cette pause, Matt Shakman a commencé à monter la série avec ce qui avait déjà été filmé, ce qui lui a permis de « peaufiner » le travail avant la reprise de la production. La post-production s'est ensuite poursuivie normalement après la reprise du tournage. Tim Roche, Zene Baker et Nona Khodai ont monté la série et chacun a apporté une expérience différente au projet : Baker avait travaillé sur Thor : Ragnarok, Khodai sur la série de super-héros The Boys, et Roche était du milieu de la comédie. Les monteurs ont accepté de traiter la série comme un film du MCU, et Baker a déclaré que le montage de la série n'était pas différent du montage effectué pour un film.
Les monteurs n'ont pas eu l'occasion de se réunir pour discuter du ton de la série, mais ils ont travaillé ensemble sur différents problèmes. Roche a expliqué que le ton de la série était le plus intéressant lorsque des éléments de la sitcom et du MCU étaient mélangés, comme lorsque Vision découvre des anomalies dans Westview lors de l'épisode 6. Des changements de rapport d'aspect ont été créés pendant la post-production pour donner à Shakman le contrôle sur la longueur des transitions. Les transitions dans les épisodes ultérieurs ne sont parfois qu'une coupe droite d'un rapport à un autre, s'appuyant davantage sur la musique et le son pour montrer le changement. Certaines scènes ont été réorganisées pour éviter de changer trop souvent de rapport hauteur/largeur et de détourner l'attention de l'histoire. L'un des éléments les plus discutés du montage était la piste de rire, et les créatifs ont travaillé avec l'ingénieur du son et historien Paul Iverson pour expliquer comment les pistes ont changé au fil du temps, ce qui a éclairé la conception sonore. Iverson a fourni à l'équipe de montage une sélection d'enregistrements de pistes de rire utilisés dans les sitcoms des années 1950 et à travers les époques.
La société de prévisualisation The Third Floor, Inc. a ajouté des effets temporaires aux séquences montées comme guide pour les fournisseurs d'effets spéciaux. Ceux-ci ont également été envoyés à l'équipe de l'intermédiaire numérique pour finaliser la coloration des plans avant la fin des effets visuels, ce qui, selon Baker, était inhabituel, mais qui n'a pas eu beaucoup d'effet sur le calendrier de la production. Les monteurs ont tous travaillé sur les séquences d'ouverture de la sitcom et les fausses publicités dans leurs épisodes, ainsi que sur les segments « précédemment dans WandaVision » qui figurent au début de chaque épisode. Ces derniers présentent quelques différences par rapport aux épisodes qu'ils récapitulent, comme un dialogue légèrement différent, qui est un résultat de la manipulation de la réalité par Wanda. Les épisodes suivants n'étaient pas achevés lorsque les premiers ont commencé à être diffusés ; les monteurs ont donc pu voir les théories des fans sur la série pendant qu'ils y travaillaient encore, ce qui les a amenés à remettre en question certaines de leurs décisions, mais cela n'a pas eu le temps d'avoir un effet créatif sur leur travail. Le montage de l'épisode final a quant à lui été terminé deux semaines avant sa diffusion.

#### Effets visuels
Tara DeMarco a travaillé comme superviseuse des effets visuels pour WandaVision, ces derniers étant fournis par des studios comme Digital Domain, Framestore, Industrial Light & Magic (ILM), Lola VFX, Monsters Aliens Robots Zombies (MARZ), RISE, Rodeo FX, SSVFX, The Yard VFX et Zoic Studios. La série compte 3 010 plans d'effets visuels, soit plus que les 2 496 d'Avengers: Endgame, bien que DeMarco ait noté que la série est plus longue que Endgame et que le film comptait des effets spéciaux beaucoup plus complexes que ceux vus dans WandaVision. Les artistes ont essayé de réduire au minimum le nombre d'effets visuels dans chaque épisode jusqu'aux épisodes des années 2000, où il était logique d'incorporer des effets visuels plus avancés en raison de la technologie disponible à l'époque. Pour les trois premiers épisodes, des effets visuels contemporains ont été utilisés pour augmenter le nombre d'effets pratiques sur le plateau et ainsi reproduire ce qui se faisait à l'époque.
DeMarco s'est inspirée de la bande dessinée Scarlet Witch: Witches 'Road afin d'avoir une idée sur l'apparence de la magie utilisée par Wanda et Agatha. La magie de Wanda a été créée sur la base des mouvements de la main d'Elizabeth Olsen sur le plateau, l'équipe des effets visuels la laissant créer les mouvements qu'elle voulait, puis ajoutant « quelque chose de bon goût avec ses mains qui ne détourne pas sa performance ». L'apparence de sa magie correspond initialement à la même énergie rouge que celle vue dans les films, mais elle devient rouge plus foncé lorsqu'elle commence à utiliser la magie du chaos afin de souligner sa puissance. Cette apparence a été développée avec Digital Domain, qui a principalement travaillé sur l'épisode final et a contribué à créer 350 plans d'effets visuels sur 14 mois. Framestore, qui a travaillé sur 99 plans d'effets visuels, a développé l'apparence de la magie d'Agatha, qui est une version violette de la magie de Wanda avec une texture noire semblable à de l'encre, ajoutée pour la rendre plus diabolique. Mr. X a travaillé sur 152 plans d'effets visuels pour les scènes des deux derniers épisodes mettant en vedette un groupe de sorcières.
DeMarco s'est servie de l'introduction de Vision dans Avengers : L'Ère d'Ultron, qui a été principalement créé par Lola VFX, comme version définitive du personnage lors de l'approche de ses effets visuels pour WandaVision. Des gros plans du personnage dans Infinity War ont également été utilisés. Paul Bettany portait des prothèses sur les oreilles pour représenter le personnage dans les films, mais celles-ci ont été remplacées par des images digitales en post-production et n'étaient pas réellement nécessaires. Pour la série, Bettany a en effet demandé à ne pas porter les prothèses afin qu'il puisse mieux entendre sur le plateau et être plus à l'aise. Il portait à la place une prothèse sur le crâne et un maquillage pour le visage pour correspondre à la couleur de Vision, avec la couleur bleue utilisée pour les épisodes en noir et blanc suggérés par le superviseur de Lola VFX Trent Claus sur la base de sa connaissance du maquillage utilisé pour I Love Lucie. La deuxième superviseuse des effets visuels de la série, Sarah Elm, s'est concentrée sur les effets de Vision et a appris quelles parties du visage de Bettany devaient être conservées et remplacées pour correspondre au look du personnage dans les films tout en conservant la performance de l'acteur. Plusieurs studios ont travaillé sur Vision, et ils ont été autorisés à utiliser leurs propres méthodes pour le personnage tant que le résultat final était cohérent. Ils ont généralement utilisé des techniques de maquillage 3D et numériques complexes pour créer le personnage, avec des sections du visage de Bettany remplacées par des effets spéciaux plan par plan ; les yeux, le nez et la bouche de l'acteur étaient généralement les seuls éléments conservés. La peau de Vision devait bouger pour correspondre aux performances de Bettany, et parfois des reflets spéculaires du maquillage étaient conservés pour la version numérique. Des lentilles de contact numériques ont été appliquées sur les yeux de Bettany pour créer les circuits électriques visibles sur les yeux de Vision, bien qu'ils n'aient pas été ajoutés pour les trois premiers épisodes pour donner à Vision un aspect plus humain. MARZ, SSVFX et Lola VFX étaient les principaux fournisseurs du visage de Vision dans la réalité de la sitcom, tandis que Digital Domain a créé une version numérique complète du personnage pour l'épisode final qu'ils ont partagé avec d'autres studios pour une utilisation dans les épisodes précédents. Ils ont également créé un modèle complet pour White Vision.
Rodeo FX a consacré neuf mois de travail au développement des effets visuels de la frontière du Hex et les artistes ont travaillé sur 348 plans dans la plupart des épisodes de la série. DeMarco a déclaré que le Hex était censé ressembler aux « lignes cathodiques des vieux téléviseurs à tube et à la pixellisation ainsi qu'à de nombreux effets d'aberration chromatique », tandis que des photographes spécialisés sur l'apparence des télévisions ont également contribué à la conception de ces effets. Le studio a d'ailleurs tenté d'utiliser la technologie des nuages de points pour créer l'effet, mais cela n'a bien fonctionné que pour les arrière-plans sombres. La frontière est initialement claire et difficile à voir, mais elle devient rouge lorsque Wanda la traverse afin de refléter sa colère et de renforcer le fait qu'il s'agit d'une barrière solide. Le studio s'est également chargé de la séquence où Vision tente de quitter le Hex dans la sixième épisode, mais également de la scène où Maria Rambeau entre dans la réalité de Wanda au cours du septième épisode. ILM a travaillé sur la création du Hex ainsi que de la vision dont Wanda est témoin dans l'épisode 8. Enfin, Cantina Creative a conçu et animé des graphiques pour différents appareils tels que la table holographique du S.W.O.R.D.

### Musique
En janvier 2020, Christophe Beck a été annoncé à la composition de la musique de la série. Il a notamment déjà travaillé sur deux films de l'univers cinématographique Marvel, à savoir Ant-Man et Ant-Man et la Guêpe. Pour chaque épisode, Beck a rendu hommage aux sitcoms à travers l'instrumentation, le style de composition et les techniques d'enregistrement et de mixage spécifiques à chaque période. Les premiers épisodes présentent de petits ensembles orchestraux, tandis que la musique devient plus « omniprésente » au fur et à mesure que la série progresse. Michael Paraskevas et Alex Kovacs ont co-composé la musique de la série, Kovacs ayant été embauché en raison de son expérience sur des techniques d'orchestration plus anciennes et de la musique jazz ; Beck était quant à lui plus à l'aise une fois que les épisodes nécessitaient une musique inspirée des années 1980 et 1990. Pour connecter la musique des différentes époques de la sitcom, ainsi que la musique plus traditionnelle pour l'extérieur de la réalité de la sitcom, Beck a composé plusieurs thèmes qui sont utilisés dans les différents styles. Ce dernier était d'ailleurs très enthousiaste à l'idée d'écrire un thème propre à Wanda, qui peut être entendu dans le générique de fin. Beck a également écrit un thème d'amour pour Maximoff et Vision qui, selon lui, transmettrait des sentiments d'amour, de tragédie et de tristesse, qu'il a comparé à la musique romantique qu'il a composée pour la série Buffy contre les vampires.
En décembre, Robert Lopez et Kristen Anderson-Lopez ont été annoncés à l'écriture de chansons pour certains épisodes de la série. Ils ont été approchés par Matt Shakman, qui était ami avec Robert Lopez à l'université. Le couple a également déjà travaillé avec Christophe Beck sur la musique de la franchise La Reine des Neiges. Le couple s'est inspiré des chansons thématiques des sitcoms passées ainsi que de la musique des films de James Bond, du compositeur Burt Bacharach et du pianiste et compositeur de jazz Dave Brubeck. Afin de lier leurs thèmes entre eux, le couple a créé un motif à quatre notes qui a fonctionné dans chaque style de chanson. Lopez a décrit le motif comme « facilement identifiable, d'une certaine manière, dans chaque chanson ». Le motif se compose d'une octave, suivie d'un triton. Le couple a utilisé sa connaissance des sitcoms en les regardant et tous les deux ont trouvé que les années 1990 étaient l'époque la plus difficile pour eux car ils étaient tous les deux à l'université pendant cette décennie, alors que les années 1980 étaient leur époque préférée.
La bande originale de la série a été enregistrée avec un orchestre de 75 musiciens à Vienne, tandis que Beck a terminé son travail sur la série en février 2021. Les albums de la musique de chaque épisode, y compris la partition de Beck et les chansons thématiques de Lopez et Anderson-Lopez, ont été publiés numériquement par Marvel Music et Hollywood Records du 22 janvier au 12 mars 2021, une semaine après la diffusion de chaque épisode,,. L'une des chansons, Agatha à Chaque Fois, est devenue virale après être apparue dans le septième épisode, se positionnant à la première place sur iTunes. La chanson a également remporté le Primetime Emmy Award de la meilleure chanson et des meilleures paroles et a été nommée pour le Grammy Award de la meilleure chanson écrite pour une série télévisée,.

### Promotion
Lors de la D23 de 2019, un teaser de la série a été diffusé, combinant des images de Wanda Maximoff et de Vision des précédents films du MCU avec des images des sitcoms The Dick Van Dyke Show et Papa a raison. La série a été présentée dans le court-métrage Expanding the Universe, une émission spéciale de Marvel Studios qui a été mise en ligne sur Disney+ le 12 novembre 2019. En décembre, Kevin Feige a dévoilé la première image de la série lors du Comic Con Experience. Le 2 février 2020, une publicité pour la série ainsi que pour les autres séries Marvel Studios, à savoir Falcon et le Soldat de l'hiver et Loki, a été diffusée au cours du Super Bowl LIV. Dais Johnston, d'Inverse, a noté que les images dévoilées faisaient référence à des sitcoms datant de différentes époques, notamment The Dick Van Dyke Show (1961-1966), Leave It to Beaver (1957-1963), Ma sorcière bien-aimée (1964-1972), The Brady Bunch (1969–1974), Roseanne (1988–1997) et La Fête à la maison (1987–1995). Ce dernier a annoncé que la série serait « un incontournable non seulement pour les fans de Marvel, mais aussi pour tous ceux qui sont à la recherche de nostalgie : le cadre couvrant toute une époque signifie que n'importe qui peut revivre les émissions de son enfance à l'ère du streaming ». Julia Alexander, de The Verge, a déclaré que les images « étaient peu nombreuses », mais qu'elles offraient « suffisamment d'aperçus pour donner envie aux fans ». Haleigh Foutch, de chez Collider, a affirmé que les teasers de Marvel « ont volé toute la vedette ». Elle était également très enthousiasmée par les images de WandaVision, qu'elle a caractérisées « de totalement étranges et imprévisibles ».
La première véritable bande annonce de la série WandaVision est mise en ligne le 20 septembre 2020 à l'occasion de la 72e cérémonie des Primetime Emmy Awards. Cette dernière a reçu 55,7 millions de vues en 24 heures, dont 36,1 millions sur YouTube, 4,9 millions sur Facebook et 10,1 millions sur Instagram, ce qui constitue le plus grand nombre de vues pour une bande-annonce d'une série destinée à un service de streaming. Les avis ont également été comparés à ceux reçus lors de la diffusion de la bande-annonce lors du Super Bowl. WandaVision a également été mentionnée plus de 302 600 fois sur les réseaux sociaux et a été en tendance sur Twitter immédiatement après la diffusion d'un teaser lors des Emmy Awards avant la sortie de la bande-annonce complète, se classant finalement quatrième sur Twitter. La bande-annonce était également classée deuxième des tendances Youtube. Ethan Anderton, de /Film, a déclaré que les images de la bande-annonce « ressemblent à l'un des projets Marvel les plus intrigants à ce jour ». Il a également noté certains aspects plus légers de la bande-annonce, comme le fait que Vision porte un costume d'Halloween identique à celui de la bande dessinée. Matt Patches, de Polygon, a qualifié la bande-annonce de « remplie de couleurs vives et de comportements étranges », ajoutant que le mystère planait toujours autour de la série. Noah Dominguez, de Comic Book Resources, a déclaré que la bande-annonce « offrait beaucoup de contenu avec un regard vif porté sur certaines astuces visuelles présentées ». Richard Newby, du Hollywood Reporter, décrit la bande-annonce comme « bourrée d'informations », et il a estimé qu'elle « donne aux fans beaucoup de choses à espérer, ainsi que quelques mystères sur lesquels réfléchir avant la diffusion du premier épisode ». Après la révélation concernant le retour potentiel de certains acteurs des précédents films Spider-Man dans Spider-Man: No Way Home, Graeme McMillan, de The Hollywood Reporter, a abordé d'une manière différente la première bande-annonce de la série. Il a estimé que cette information mettait la bande-annonce « sous un jour nouveau », suggérant que différentes versions de Wanda Maximoff et de Vision apparaîtront dans la série à cause de la perturbation de la réalité par Wanda, ce qui permettrait de mettre en place Doctor Strange in the Multiverse of Madness, mais également la suite de Spider-Man: Far From Home.
Début décembre, six affiches de la série ont été publiées chaque jour, chacune représentant une décennie des années 1950 aux années 2000. Pulliam-Moore a noté qu'avec la sortie de chaque nouvelle affiche, « différents éléments changent et se transforment, reflétant à la fois le passage du temps et le développement de l'intrigue de WandaVision ». La publication des affiches a été suivie d'une nouvelle bande-annonce qui a été dévoilée lors du Disney's Investors Day. Anderton, de chez /Film, a remarqué que la bande-annonce contenait plus de séquences non inspirées des sitcoms qu'auparavant. Chaim Gartenberg, de The Verge, a qualifié la nouvelle bande-annonce « d'hallucinante », tandis que Tom Reimann, de chez Collider, l'a décrite de « délicieusement bizarre » et a fait des comparaisons avec le scénario de la bande dessinée House of M. Tony Sokol, de Den of Geek, a souligné l'utilisation dans la bande-annonce de la chanson Daydream Believer des Monkees, estimant que le titre et les paroles reflétaient bien l'état de Wanda Maximoff, bien qu'il ait noté que la musique devenait « à peine reconnaissable sous des couches croissantes d'étrangeté psychédélique ». Enfin, il a été annoncé que les deux premiers épisodes des Légendes des Studios Marvel se concentreraient sur Wanda et Vision. Ces derniers sont sortis le 8 janvier 2021, avant la première de WandaVision le 15 janvier.
En juin 2021, Hyundai a publié une publicité mettant en vedette Elizabeth Olsen dans le rôle de Wanda Maximoff pour la promotion de WandaVision et du Hyundai Tucson. La publicité a été produite par Marvel aux côtés de publicités similaires pour Falcon et le Soldat de l'Hiver, Loki et What If...?.

### Fiche technique
- Titre original, français et québécois : WandaVision
- Création : Jac Schaeffer, d'après les personnages créés par Stan Lee, Jack Kirby, Roy Thomas et John Buscema
- Réalisation : Matt Shakman
- Scénario : Megan McDonnell et Jac Schaeffer, d'après l’œuvre de Gabriel Walta et Tom King
- Direction artistique : Sharon Davis, Sandra Doyle Carmola et John Collins
- Décors : Kathy Orlando
- Costumes : Mayes C. Rubeo
- Photographie : Jess Hall
- Montage : Zene Baker, Nona Khodai, Tim Roche et Michael A. Webber
- Musique : Christophe Beck
  - Chansons : Kristen Anderson-Lopez (paroles) et Robert Lopez (musique)
- Casting : Sarah Finn et Jason B. Stamey
- Production : Mary Livanos
  - Production exécutive : Kevin Feige, Louis D'Esposito et Victoria Alonso
- Société de production : Marvel Studios
- Société de distribution : Disney Media Distribution
- Pays d'origine :  États-Unis
- Langue originale : anglais
- Formats : couleur et noir et blanc - 1,33:1, 1,78:1, 2,39:1 - son Dolby Atmos
- Genres : super-héros, sitcom, drame, mystère
- Durée : entre 29 et 49 minutes
- Budget : entre 150 et 225 millions de dollars[180]
- Diffuseur : Disney+
- Sortie : 15 janvier 2021 - 5 mars 2021
- Classification : 12+ sur Disney+

## Diffusion
WandaVision est diffusée à partir du 15 janvier 2021, avec la sortie de ses deux premiers épisodes sur Disney+. Les sept autres épisodes sortent chaque semaine jusqu'au 5 mars. Marvel Studios a cependant envisagé de sortir toute la saison en une seule fois, mais a finalement choisi une diffusion hebdomadaire après avoir constaté le succès autour de la série The Mandalorian. Kevin Feige a déclaré que les épisodes ont été construits de telle sorte à ce que le public puisse « essayer de deviner ce qui se passera ensuite, passer une semaine à spéculer ou à revoir et à construire cette anticipation ». Il estime que regarder la série en une seule fois après la sortie de tous les épisodes serait également une « expérience tout aussi amusante ». Les deux premiers épisodes sont initialement nommés Épisode 1 et Épisode 2 sur Disney+, mais leur véritable intitulé est révélé quelques jours après leur sortie.
Matt Shakman déclare que la série a pu être diffusée si peu de temps après la fin du tournage en raison du travail de post-production effectué lors de l'arrêt de la production à cause de la pandémie de Covid-19. Jac Schaeffer a estimé que la série était « adaptée pour être diffusée à ce moment-là », au milieu de la pandémie, car elle « reflète beaucoup l'anxiété que nous ressentons, mais également le chaos ressenti en 2020 ». ll s'agit de la première série Marvel Studios et sa diffusion lance officiellement la phase quatre de l'univers cinématographique Marvel.

## Épisodes
La série a été diffusée entre le 15 janvier 2021 et le 5 mars 2021.
1. Filmé devant public (Filmed Before a Live Studio Audience)
2. Ne zappez pas (Don't Touch That Dial)
3. On passe à la couleur (Now in Color)
4. Interruption du programme (We Interrupt This Program)
5. Dans cet épisode très spécial... (On a Very Special Episode...)
6. Spécial Halloween (All-New Halloween Spooktacular!)
7. Briser le quatrième mur (Breaking the Fourth Wall)
8. Précédemment dans... (Previously On...)
9. Le Grand Final (The Series Finale)

## Accueil

### Audiences
Nielsen Media Research, qui évalue le nombre de minutes visionnées par le public américain sur les télévisions, a classé WandaVision comme la sixième série originale la plus regardée sur les services de streaming pour la semaine du 11 au 17 janvier 2021, avec 434 millions de minutes écoulées. Cela représente environ 6,48 millions de visionnages complets des deux premiers épisodes de la série.
WandaVision était devenue la série la plus regardée de Disney+ dès le premier week-end suivant sa mise en ligne, devançant la deuxième saison de The Mandalorian, jusqu'à ce qu'elle se fasse détrôner par Falcon et le Soldat de l'hiver en mars 2021. Selon le fournisseur d'analyses TVision, la série était le titre le plus regardé de janvier 2021 sur les plates-formes de streaming.

### Critiques

#### États-Unis
Sur le site Rotten Tomatoes, la série obtient un taux d'approbation de 91 % avec une note moyenne de 7.85⁄10, basée sur 407 avis. Le consensus critique du site décrit la série comme un « hommage à l'histoire de la télévision, avec un côté mystérieux. WandaVision est une étape merveilleusement étrange et étonnamment audacieuse dans le petit écran pour le MCU - et une vitrine parfaite pour Elizabeth Olsen et Paul Bettany ». Metacritic, qui utilise une moyenne pondérée, a attribué un score de 77⁄100 sur une base de 43 critiques, évoquant « des avis généralement favorables ».
Les trois premiers épisodes ont été diffusés en avant-première à la presse, et Rebecca Iannucci, de chez TVLine, leur a attribué un « A », félicitant WandaVision pour avoir dévié les attentes d'une histoire du MCU. Daniel Fienberg, de The Hollywood Reporter, a déclaré qu'il était « créativement courageux » pour une franchise axée sur l'action de faire une « exploration postmoderne des conventions de sitcom » que les fans de longue date pourraient ne pas apprécier. Shirley Li, de The Atlantic, a fait l'éloge des petits enjeux de la série et s'est concentrée sur le chagrin et le traumatisme de Wanda Maximoff, donnant au personnage une chance de gérer le deuil d'une manière que les films de super-héros ne permettent généralement pas. Caroline Framke, qui écrit pour Variety, a été plus critique à l'égard de la série, estimant qu'elle serait trop déroutante pour les fans occasionnels et déclarant qu'elle n'était pas aussi bonne pour être une sitcom authentique. Dominic Patten, de Deadline Hollywood, a également été critique, la décrivant comme une « punchline baby-boomer à la recherche d'une blague » et estimant que les séries Marvel produites par Netflix ainsi que Marvel : Les Agents du SHIELD, produite par ABC, étaient meilleures.
De nombreuses critiques ont salué la recréation de l'ambiance d'une sitcom,,. Iannucci a estimé que WandaVision était capable d'encapsuler parfaitement les sitcoms qu'elle reproduisait, ce qui a contribué à rendre ses éléments mystérieux convaincants au cours des trois premiers épisodes. Richard Roeper, du Chicago Sun-Times, a décrit la série comme un « hommage minutieusement conçu et impressionnant à l'évolution des sitcoms américaines », et lui a attribué 3,5 étoiles sur 4, tandis que Melanie McFarland, de Salon, a déclaré que le l'équipe créative avait recréé les sitcoms avec une « précision admirable ». Elle s'est demandé si le style unique des trois premiers épisodes serait maintenu jusqu'à la fin de la série, mais a estimé que cela valait la peine de tout regarder de toute façon. Li et Niv M. Sultan de, Slant Magazine, ont tous deux estimé qu'il était probable que la série évoluerait vers un format plus propre au MCU, mais ont tout de même apprecié les éléments de la sitcom dans les premiers épisodes. Roxana Hadadi, de RogerEbert.com, était moins positive à l'égard du côté sitcom et de la façon dont ils avaient « mis à l'écart » Wanda et Vision. Elle s'est demandé quel rôle les recréations de sitcom ont joué dans l'histoire et dans le développement des personnages, ce qui n'était pas clair dans les trois premiers épisodes. Michael Phillips, écrivant pour le Chicago Tribune, a critiqué les caractéristiques de sitcom, telles que les pistes de rire ainsi que le rythme des épisodes, bien qu'il ait continué à profiter des épisodes quatre à sept parce qu'il a estimé que ces éléments de sitcom convenaient mieux au casting.
Passant en revue la série complète pour Polygon, Joshua Rivera a critiqué sa fin pour avoir mis en place des futurs projets du MCU plutôt que de résoudre sa propre histoire. Il a déclaré que le plus grand succès de la série n'était pas de s'intéresser à l'héroïsme ou de justifier les actions de Maximoff, mais plutôt à l'exploration de son chagrin. Alan Sepinwall, de Rolling Stone, et Chancellor Agard de Entertainment Weekly, ont également exprimé leur inquiétude quant à l'accent mis par la série sur la mise en place d'autres histoires du MCU dans son épisode final, mais tous deux ont estimé que cela n'enlevait rien au succès de la série. Agard a apprécié les objectifs à moindre enjeu de la série d'explorer le chagrin et de développer Wanda de telle sorte à en faire un personnage pleinement étoffé d'une manière que les films n'avaient jamais fait. Il a donné à la série complète le note de « B + ». Sepinwall a fait l'éloge de la série pour son utilisation de « la forme narrative au service de la fonction émotionnelle » et a exprimé l'espoir que Marvel Studios continuerait à expérimenter ses projets de la même manière. Zaki Hasan, du San Francisco Chronicle, a estimé que WandaVision fonctionnait à la fois comme un épisode de la franchise du MCU et aussi comme un « récit introspectif », avec une fin « honnête ». Il a également estimé que c'était une histoire adaptée à la télévision sérialisée, les mystères centraux laissant place à des « méditations sur l'amour et la perte ». Matt Purslow d'IGN a donné à la série une note de 8 sur 10 et l'a saluée comme un changement audacieux pour le MCU qui ne ressemblait à aucune autre série télévisée grand public. Il a estimé que le plus gros défaut de la série était le fait que ses enjeux émotionnels étaient restés mystérieux pendant si longtemps, mais avec le recul, il a salué la structure des épisodes.
Les performances d'Elizabeth Olsen, Paul Bettany, Kathryn Hahn et Teyonah Parris ont toutes été saluées par les critiques, tandis que les rôles de Kat Dennings et Randall Park ont également été appréciés. Sam Barsanti, de The AV Club, a déclaré que la plus grande force de la série était la façon dont elle a pris des personnages du MCU déjà existants et les a intégrés dans un nouveau type d'histoire pour la franchise. Elizabeth Olsen a particulièrement reçu des éloges, Iannucci décrivant la série comme une opportunité pour la comédienne de montrer ses talents d'actrice. Framke a salué la façon dont Olsen a équilibré sa représentation existante de Wanda avec les influences de la sitcom de la série, et a estimé que la série ne fonctionnerait pas sans une « actrice nuancée comme Olsen ». Purslow a souligné la « capacité de caméléon » d'Olsen à reproduire les performances des actrices des différentes époques de la sitcom tout en fournissant le « poids » requis pour les scènes les plus dramatiques du personnage. Discutant de la série pour The Ringer, Alison Herman l'a félicitée pour s'être concentrée sur les thèmes du chagrin, de la maternité et de l'histoire du genre dans les médias sans être vendue comme une série de super-héros axée sur les femmes. Elle a décrit WandaVision comme « un divertissement de masse centré sur les femmes et qui ajoute de la profondeur en conséquence, mais qui n'exige pas d'emblée d'être lu comme tel ».

#### France
En France, la série reçoit des avis majoritairement positifs. Sur AlloCiné, elle obtient une note de 4⁄5 pour 4848 critiques côté spectateur, et une note de 3.7⁄5 pour 8 critiques côté presse. Pour Le Parisien, « la forme choisie de la sitcom qui évolue à chaque épisode consacré à une décennie spécifique, et ces anomalies qui viennent perturber la bonne humeur ambiante, font de WandaVision une série à part, étonnante. Elizabeth Olsen et Paul Bettany reprennent leurs rôles de la saga « Avengers » avec brio ». Pour Le Monde, la série est « comme un coup du marteau de Thor derrière la tête, comme une colère de Bruce Banner, elle vous prend au dépourvu. De la première série Marvel diffusée sur Disney+, on n’attendait pas une succession d’exquis pastiches de classiques de l’âge d’or de la télévision américaine, section sitcoms familiales ».

### Analyse

#### Théories et spéculations
Après la diffusion des trois premiers épisodes, Iannucci s'est demandé si la série n'aurait pas mieux fait de publier tous ses épisodes en même temps plutôt d'opter pour un format hebdomadaire. William Hughes de The AV Club était d'accord, estimant que le format de « boîte mystère » lentement révélé était « en opposition directe avec la philosophie du MCU. Ne pas divulguer des informations – ne rien dissimuler – va à l'encontre de ce qui a transformé ces films en une institution de la culture pop, et cette nécessité de fournir donne à WandaVision le sentiment d'un spectacle tiré dans encore plus de directions ». Hughes a également estimé que les indices mystérieux moins subtils, tels que les changements de style cinématographique, détournaient l'attention du « travail légitimement merveilleux fait en hommage aux styles de comédie classiques ». Miles Surrey, qui écrit pour The Ringer, n'était pas d'accord avec Hughes, pensant que la série comprenait les attentes du public en expliquant que la réponse à beaucoup de questions était donnée dans le quatrième épisode. Surrey a ajouté que WandaVision « n'essaie pas vraiment de cacher quoi que ce soit, mais cela fonctionne à l'avantage de la série. Elle s'améliore - et devient de plus en plus effrayante - plus elle tire le rideau… ouvrant la voie à Marvel pour faire un effort en s'éloignant des normes du MCU ».
Les éléments mystérieux de la série ont conduit à de nombreuses théories qui ont été largement discutées,,. Ces théories comprenaient le personnage de Dottie, ainsi que des éléments de décor et des effets visuels. Des images récurrentes telles que des hexagones ont également été identifiées et analysées,. Le casting d'Evan Peters en tant que « Pietro Maximoff » a été particulièrement discuté, de nombreux fans estimant que son rôle était lié au multivers et officialisant un crossover avec la série de films X-Men. Les théories sont allées plus loin en imaginant que des membres supplémentaires des X-Men apparaîtraient dans la série. Le fait que tout ceci se révèle faux a conduit Carlos Morales d'IGN à décrire le casting d'Evan Peters comme inutile. Jac Schaeffer a défendu l'acteur en expliquant qu'il n'était pas censé apparaitre comme une blague et qu'il a plutôt été fait dans le cadre de l'exploration plus large de la série sur le chagrin de Wanda. Elle a ajouté que choisir un autre acteur « n'aurait pas eu le même effet ». Daniel Gillespie, de Screen Rant, a qualifié le casting de décision intelligente qui a contribué à susciter une discussion sur la série qui n'aurait peut-être pas eu lieu avec un autre acteur. Adam B. Vary, de Variety, a estimé que le casting était un bon clin d'œil, mais a souligné que cela ne fonctionnait que si le spectateur savait qu'Evan Peters avait déjà interprété Peter Maximoff dans les films X-Men.
D'autres théories sur lesquelles les fans ont spéculé concernent un ingénieur en aérospatiale, mentionné par Monica Rambeau, que les spectateurs ont cru être Reed Richards, des Quatre Fantastique. Ils pensaient également que Benedict Cumberbatch allait reprendre son rôle de Stephen Strange, tandis que d'autres théories voyaient Méphisto en méchant principal de la série. Ces théories se sont avérées fausses, bien qu'il ait été révélé plus tard qu'il y avait des plans pour que Benedict Cumberbatch apparaisse dans la série. Malgré ces théories, Jac Schaeffer a estimé que la série répondait aux attentes et aux promesses qu'elle avait faites. Carly Lane, de chez Collider, était d'accord avec ce sentiment, estimant que la série ne s'était jamais éloignée de l'histoire qu'elle avait l'intention de raconter, ajoutant que WandaVision avait permis aux téléspectateurs d'imaginer des théories, plutôt que de se concentrer sur ce qui avait été donné. Lane a conclu qu'il n'y avait rien de mal en soi avec les théories des fans, mais assimiler une expérience enrichissante au nombre de théories qui se réalisent nuit à la qualité de ce qui a pu être fait.

#### Deuil et nostalgie
La thérapeute Erin Qualey, spécialisée dans la traumatologie, a estimé que WandaVision était une bonne représentation des problèmes complexes de santé mentale dans les médias, déclarant que l'exploration du chagrin de Wanda Maximoff dans la série l'avait rapidement transformée en l'un des personnages les plus pertinents à la télévision à l'ère du COVID-19, au cours de laquelle beaucoup de personnes vivaient avec des traumatismes similaires. Qualey a ajouté : « L'histoire de Wanda marque un départ rafraîchissant, bien que temporaire, de la formule habituelle de la bande dessinée », et a apprécié que la série explore les luttes internes d'une personne, plutôt que de compter sur un événement catastrophique ou de combattre des méchants pour le spectacle. S'exprimant à un moment du huitième épisode où Vision compare le deuil à de l'amour persévérant, Qualey a déclaré qu'il était fantastique que Marvel « ait pris une pause sérieuse pour transmettre ce sentiment ».
Candace Davison, de PureWow, a initialement rejeté la série et a qualifié sa reproduction des sitcoms comme un « spectacle de super-héros ringard », mais a finalement trouvé qu'il s'agissait d'une « allégorie puissante pour parler d'une perte et d'un traumatisme extrême, et à certains égards, cela reflète la façon dont nous nous sommes tous confrontés à la vie pandémique ». Davison avait perçu la série comme une « pièce de théâtre fantaisiste sur des séries de différentes décennies », mais en fin de compte, elle a apprécié la façon dont la réalité de la sitcom de Wanda Maximoff était un moyen de faire face à son traumatisme. Elle a comparé cela à la série comique The Office, cette dernière étant la série la plus diffusée en 2020 lorsque le public recherchait du confort et de l'évasion. Gayle Sequeira, de Film Companion, a également expliqué comment la nostalgie de la sitcom n'était pas seulement figuratif, notant que la série montre les parents de Wanda utiliser des sitcoms comme moyen d'échapper à la réalité, et Wanda utilisant par la suite ce même format pour échapper à ses traumatismes. Sequeira a également expliqué comment la série examine ce mécanisme d'adaptation, déclarant : "« e spectacle au sein du divertissement crée un espace sûr et accueillant pour ceux qui recherchent une évasion, mais il agit également comme un récit édifiant pour ceux qui l'utilisent comme un mécanisme d'adaptation malsain. La diffusion de la série pendant une pandémie mondiale, une période où les gens se tournent plus que jamais vers le divertissement comme moyen d'échapper à la réalité, renforce cette idée ».
Chez io9, Charles Pulliam-Moore a qualifié la série d'« étude de personnage » pour Vision puisque la série lui a permis « d'adopter ses identités de héros et de mari aimant » enveloppé dans la construction d'une sitcom américaine. Pulliam-Moore était particulièrement fasciné par le fait que Vision devienne père, étant donné qu'il « travaille dur à un travail qu'il ne comprend pas, vérifie quand les choses tournent mal la nuit et fait de son mieux pour s'occuper des tâches ménagères avant que Wanda ne le fasse avec sa magie », tout cela pour s'assurer que cette dernière reste heureuse dans leur illusion. Il a également estimé que la série était utile avec son exploration de la romance et de l'intimité, qui, selon lui, était « largement absente » des films de super-héros.

## Distinctions

### Récompenses
- Shorty Awards 2021 : Meilleure présence sur Instagram
- MTV Movie & TV Awards :
  - Meilleure série télévisée
  - Meilleure performance dans une série télévisée pour Elizabeth Olsen
  - Meilleur méchant pour Kathryn Hahn
  - Meilleur combat pour Elizabeth Olsen et Kathryn Hahn
- MTV Millennial Awards : Meilleure série télévisée
- Golden Trailer Awards : Meilleure bande annonce
- Gold Derby TV Awards :
  - Meilleure série télévisée
  - Meilleur acteur dans une mini-série ou téléfilm pour Paul Bettany
  - Meilleure actrice dans un second rôle dans une mini-série ou téléfilm pour Kathryn Hahn
- Dorian Awards :
  - Meilleure actrice dans un second rôle pour Kathryn Hahn
  - Meilleure chanson pour "Agatha All Along"
- Hollywood Critics Association :
  - Meilleure série télévisée
  - Meilleure actrice dans un second rôle dans une mini-série ou téléfilm pour Kathryn Hahn
- Creative Arts Emmy Awards :
  - Meilleurs costumes de fantasy/science-fiction pour Mayes C. Rubeo, Joseph Feltus, Daniel Selon, and Virginia Burton (pour "Filmé devant public")
  - Meilleure musique et meilleures paroles pour Kristen Anderson-Lopez et Robert Lopez (pour "Agatha All Along")
  - Meilleure conception de production pour un programme narratif (une demi-heure ou moins) pour Mark Worthington, Sharon Davis, et Kathy Orlando
- Clio Entertainment Awards :
  - Meilleure promotion vidéo
- American Film Institute Awards : Meilleure série de l'année
- Golden Tomato Awards :
  - Meilleure série
  - Meilleure série limitée
  - Meilleure série de super-héros
- Globad TV Demand Awards : Meilleure série de super-héros
- ADG Excellence in Production Design Awards : Meilleure production pour un téléfilm ou une mini-série
- Critics' Choice Super Awards :
  - Meilleure série de super-héros
  - Meilleure actrice dans une série de super-héros pour Elizabeth Olsen
  - Meilleur méchant dans une série pour Kathryn Hahn
- Satellite Awards : Meilleure série télé de genre
- BMI Film and TV Awards : Meilleure série en streaming
- Prix Nebula : Prix Ray-Bradbury pour la meilleure approche dramatique pour Peter Cameron, Mackenzie Dohr, Laura Donney, Bobak Esfarjani, Megan McDonnell, Jac Schaeffer, Cameron Squires, Gretchen Enders et Chuck Hayward

### Nominations
- Directors Guild of America Awards : Meilleure réalisation pour un téléfilm ou une mini-série pour Matt Shakman
- MTV Movie & TV Awards :
  - Meilleure chanson pour "Agatha All Along"
  - Meilleur héros pour Teyonah Parris
- Irish Film & Television Academy : Meilleurs effets visuels
- Golden Trailer Awards :
  - Meilleure aventure fantaisiste pour une série télévisée
  - Meilleure musique
- Gold Derby TV Awards : Meilleure actrice dans une mini-série ou téléfilm pour Elizabeth Olsen
- Black Reel Awards : Meilleure actrice dans un second rôle dans une mini-série ou téléfilm pour Teyonah Parris
- Dorian Awards :
  - Meilleure performance pour Elizabeth Olsen
  - Meilleurs effets visuels
- Hollywood Critics Association :
  - Meilleur acteur dans une mini-série ou téléfilm pour Paul Bettany
  - Meilleure actrice dans une mini-série ou téléfilm pour Elizabeth Olsen
  - Meilleur acteur dans un second rôle dans une mini-série ou téléfilm pour Randall Park
  - Meilleure actrice dans un second rôle dans une mini-série ou téléfilm pour :
    - Kat Dennings
    - Teyonah Parris
- Television Critics Association Awards :
  - Programme de l'année
  - Meilleure réalisation d'une mini-série ou téléfilm
  - Meilleur nouveau programme
  - Meilleure performance dramatique pour Elizabeth Olsen
- Dragon Awards : Meilleure série télévisée de science-fiction ou fantasy
- TV Choice Award : Meilleur drame familial
- Creative Arts Emmy Awards :
  - Meilleur casting dans une mini-série ou téléfilm pour Sarah Halley Finn et Jason B. Stamey
  - Meilleure coiffure pour Karen Bartek, Cindy Welles, Nikki Wright, Anna Quinn, and Yvonne Kupka (pour "Ne zappez pas")
  - Meilleur maquillage pour Tricia Sawyer, Vasilios Tanis, Jonah Levy, and Regina Little (pour "Filmé devant public")
  - Meilleure conception de générique pour John LePore, Doug Appleton, Nick Woythaler, and Alex Rupert
  - Meilleure musique d'une mini-série ou téléfilm (Meilleure composition dramatique) pour Christophe Beck (pour "Précédemment dans...")
  - Meilleure musique de générique pour Kristen Anderson-Lopez et Robert Lopez
  - Meilleure supervision de la musique pour Dave Jordan et Shannon Murphy (pour "Ne zappez pas")
  - Meilleur tournage à caméra unique dans une mini-série ou téléfilm pour :
    - Nona Khodai (pour "Dans cet épisode très spécial...")
    - Zene Baker, Michael A. Webber, Tim Roche, et Nona Khodai (pour "Le grand final")

  - Meilleur montage son d'une mini-série ou téléfilm pour Gwendolyn Yates Whittle, Kim Foscato, James Spencer, CHris Gridley, Steve Orlando, Scott Guitteau, Jon Borland, Samson Neslund, Richard Gould, Jordan Myers, Luke Dunn Gielmuda, Greg Peterson, Fernand Bos, Anele Onyekwere, Ronni Brown, et Shelley Roden (pour "Le grand final")
  - Meilleur mixage son d'une mini-série ou téléfilm pour Danielle Dupre, Chris Giles, Doc Kane, et Casey Stone (pour "Le grand final")
  - Meilleurs effets visuels pour Tara deMarco, James Alexander, Sarah Eim, Sandra Balej, David Allen, Marion Spates, Steve Moncur, Julien Hery, et Ryan Freer
- TCA Awards :
  - Programme de l'année
  - Meilleure réalisation pour un film, mini-série, ou numéro spécial
  - Meilleur nouveau programme
  - Meilleure performance dramatique pour Elizabeth Olsen
- Primetime Emmy Awards :
  - Meilleure mini-série ou téléfilm
  - Meilleur acteur dans une mini-série ou téléfilm pour Paul Bettany
  - Meilleure actrice dans une mini-série ou téléfilm pour Elizabeth Olsen
  - Meilleure actrice dans un second rôle dans une mini-série ou téléfilm pour Kathryn Hahn
  - Meilleure réalisation pour une mini-série ou téléfilm pour Matt Shakman
  - Meilleur scénario pour une mini-série ou téléfilm pour :
    - Jac Schaeffer (pour "Filmé devant public")
    - Chuck Hayward et Peter Cameron (pour "Spécial Halloween")
    - Laura Donney (pour "Précédemment dans...")
- World Soundtrack Awards : Meilleur compositeur de l'année pour Christophe Beck
- Prix Harvey : Meilleure adaptation d'une bande dessinée ou d'un roman
- Hollywood Music in Media Awards : Meilleur musique pour Christophe Beck
- People's Choice Awards :
  - Meilleure série de l'année
  - Meilleure actrice pour Elizabeth Olsen
  - Meilleure actrice pour Kathryn Hahn
  - Meilleure série de science-fiction
- Golden Globes :
  - Meilleur acteur dans une série ou mini-série pour Paul Bettany
  - Meilleure actrice dans une série ou mini-série pour Elizabeth Olsen
- Globad TV Demand Awards :
  - Meilleure série
  - Meilleur lancement de série
- Make-Up Artists and Hair Stylists Guild Awards :
  - Meilleur maquillage contemporain pour Tricia Sawyer et Vasilios Tanis
  - Meilleur maquillage de personnage pour Tricia Sawyer, Vasilios Tanis, Regina Little et Jonah Levy
  - Meilleures coiffures pour Karen Bartek, Cindy Welles, Nikki Wright et Anna Quinn
- USC Scripter Awards : meilleur scénario adapté pour Jac Schaeffer (pour "Filmé devant public")
- Visual Effects Society :
  - Meilleure simulation dans un épisode de série ou une publicité pour Sylvian Nouveau, Hakim Harrouche, Omar Meradi et Lauren Meste
  - Meilleur compositing et lighting dans un épisode pour David Zaretti, Bimpe Alliu, Michael Duong et Mark Pascoe
- Costume Designers Guild Awards : Meilleure costume fièdeles à une époque pour Mayes C. Rubeo (pour "Filmé devant public")
- Annie Awards : Meilleure production sponsorisée (pour le générique d'ouverture de "Ne zappez pas")
- Motion Picture Sound Editors : meilleure montage son pour une mini-série pour Gwen Whittle, Kimberly Foscato, Steve Orlando, Scott Guitteau, Jon Borland, Samson Neslund, Richard Gould, Anele Onyekwere, James Spencer, Chris Gridley, Luke Dunn Gielmuda, Fernand Bos, Tom Kramer, Ronni Brown, Shelley Roden et John Roesch (pour "Le grand final")
- Critics' Choice Television Awards :
  - Meilleure mini-série ou meilleur téléfilm
  - Meilleur acteur dans une mini-série ou un téléfilm pour Paul Bettany
  - Meilleure actrice dans une mini-série ou un téléfilm pour Elizabeth Olsen
  - Meilleure actrice secondaire dans une mini-série ou un téléfilm pour Kathryn Hahn
- Critics' Choice Super Awards :
  - Meilleur acteur dans une série de super-héros pour Paul Bettany
  - Meilleure actrice dans une série de super-héros pour Kathryn Hahn
- Cinema Audio Society Award :
  - Meilleur mixage son dans un téléfilm ou une mini-série pour Christopher Giles, Danielle Dupre, Casey Stone, Doc Kane et Frank Rinella (pour "Précédemment dans...")
  - Meilleur mixage son dans un téléfilm ou une mini-série pour Christopher Giles, Michael Piotrowski, Danielle Dupre, Casey Stone, Doc Kane et Malcolm Fife (pour "Le grand final")
- Producers Guild of America Awards : Meilleure série
- Writers Guild of America Awards : Meilleure adaption dans un format long pour Peter Cameron, Mackenzie Dohr, Laura Donney, Bobak Esfarjani, Chuck Hayward, Megan McDonnell, Jac Schaeffer et Cameron Squires
- Artios Awards : Meilleure mini-série
- ICG Publicists Guild Awards : Meilleure campagne publicitaire pour John Pisani
- Satellite Awards :
  - Meilleur acteur dans une série télévisée musicale ou comique pour Paul Bettany
- Grammy Awards : Meilleure chanson écrite pour média visuel pour Kristen Anderson-Lopez et Robert Lopez (pour "Agatha All Along")
- Kids' Choice Awards :
  - Meilleure série télé
  - Meilleure actrice pour Elizabeth Olsen

## Documentaire spécial
En février 2021, la série documentaire Marvel Studios : Rassemblement a été annoncée. Le premier épisode, Le making-of de WandaVision, explore la réalisation de la série, avec Jac Schaeffer, Matt Shakman, Elizabeth Olsen, Paul Bettany, Debra Jo Rupp, Kathryn Hahn, Teyonah Parris, Randall Park, Kat Dennings, Evan Peters discutant des sitcoms classiques qui ont inspiré le série, comment l'équipe a imité les processus de production des premières sitcoms et l'expérience du tournage devant un véritable public de studio en direct. L'épisode est sorti sur Disney+ le 12 mars 2021.

## Futur

### Suite
En janvier 2021, Jac Schaeffer a déclaré qu'elle n'était pas en mesure de confirmer une deuxième saison, bien que la série se suffisait à elle-même. Matt Shakman a déclaré qu'il n'y avait pas du tout de plans pour une deuxième saison. Kevin Feige n'a pas exclu la réalisation d'une deuxième saison, mais a déclaré que Doctor Strange in the Multiverse of Madness constituait la suite de l'histoire mise en place dans WandaVision, mais pas seulement : Teyonah Parris reprendra le rôle de Monica Rambeau dans le film The Marvels, la suite de Captain Marvel, écrite par l'une des scénaristes de WandaVision, Megan McDonnell.

### Séries dérivées
En octobre 2021, il a été révélé qu'une série dérivée de « comédie noire » était en développement, Kathryn Hahn reprenant son rôle d'Agatha Harkness et Jac Schaeffer rempilant en tant que scénariste et productrice exécutive. L'implication de Kathryn Hahn faisait partie d'un accord plus large qu'elle avait signé avec Marvel Studios pour reprendre le rôle dans des séries et des films supplémentaires. Marvel Studios a officiellement annoncé la série un mois plus tard. Agatha All Along a été diffusée en 2024.
Une deuxième série dérivée, centrée sur Vision et intitulée Vision Quest, est prévue pour 2026, .